# Liste der Gemeinden im Département Nord

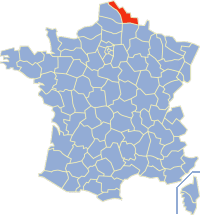
Lage des Départements Nord

Das Département Nord liegt in der Region Hauts-de-France in Frankreich. Es untergliedert sich in sechs Arrondissements und 647 Gemeinden (frz. communes) (Stand: 1. Januar 2025).
| Code INSEE | Post- leitzahl                | Gemeinde                     | Einwohner (Stand 1. Januar 2022) | Fläche in km² | Einwohner je km² | Kanton seit 30. März 2015 Kanton bis 29. März 2015                                                                                                   | Arrondissement    | Gemeindeverband               |
| ---------- | ----------------------------- | ---------------------------- | -------------------------------- | ------------- | ---------------- | --- | ----------------- | ----------------------------- |
| 59001      | 59268                         | Abancourt                    | 450                              | 5,67          | 83               | Cambrai Cambrai-Ouest | Cambrai           | Cambrai                       |
| 59002      | 59215                         | Abscon                       | 4160                             | 7,27          | 593              | Denain | Valenciennes      | Porte du Hainaut              |
| 59003      | 59149                         | Aibes                        | 357                              | 9,23          | 40               | Fourmies Solre-le-Château | Avesnes-sur-Helpe | Maubeuge Val de Sambre        |
| 59004      | 59310                         | Aix-en-Pévèle                | 1348                             | 6,55          | 202              | Orchies | Douai             | Pévèle-Carembault             |
| 59005      | 59251                         | Allennes-les-Marais          | 3549                             | 5,55          | 623              | Annœullin Seclin-Sud | Lille             | Haute Deûle                   |
| 59007      | 59194                         | Anhiers                      | 895                              | 1,71          | 520              | Orchies Douai-Nord | Douai             | Douaisis Agglo                |
| 59008      | 59580                         | Aniche                       | 10.001                           | 6,52          | 1'547            | Aniche Douai-Sud | Douai             | Cœur d’Ostrevent              |
| 59010      | 59400                         | Anneux                       | 256                              | 5,44          | 48               | Cambrai Marcoing | Cambrai           | Cambrai                       |
| 59011      | 59112                         | Annœullin                    | 10.887                           | 9,01          | 1'162            | Annœullin Seclin-Sud | Lille             | Haute Deûle                   |
| 59012      | 59186                         | Anor                         | 3152                             | 22,24         | 145              | Fourmies Trélon | Avesnes-sur-Helpe | Sud Avesnois                  |
| 59013      | 59152                         | Anstaing                     | 1643                             | 2,30          | 660              | Templeuve-en-Pévèle Lannoy | Lille             | Métropole Européenne de Lille |
| 59014      | 59410                         | Anzin                        | 13.417                           | 3,64          | 3'662            | Anzin | Valenciennes      | Valenciennes Métropole        |
| 59015      | 59151                         | Arleux                       | 3148                             | 11,10         | 286              | Aniche Arleux | Douai             | Douaisis Agglo                |
| 59016      | 59380                         | Armbouts-Cappel              | 2097                             | 10,15         | 217              | Coudekerque-Branche Bergues | Dunkerque         | Dunkerque                     |
| 59017      | 59280                         | Armentières                  | 26.107                           | 6,28          | 3'966            | Armentières | Lille             | Métropole Européenne de Lille |
| 59018      | 59285                         | Arnèke                       | 1557                             | 13,41         | 117              | Wormhout Cassel | Dunkerque         | Cœur de Flandre Agglo         |
| 59019      | 59269                         | Artres                       | 1073                             | 6,55          | 162              | Aulnoy-lez-Valenciennes Valenciennes-Sud | Valenciennes      | Valenciennes Métropole        |
| 59021      | 59600                         | Assevent                     | 1782                             | 1,87          | 971              | Maubeuge Maubeuge-Nord | Avesnes-sur-Helpe | Maubeuge Val de Sambre        |
| 59022      | 59551                         | Attiches                     | 2241                             | 6,68          | 338              | Templeuve-en-Pévèle Pont-à-Marcq | Lille             | Pévèle-Carembault             |
| 59023      | 59265                         | Aubencheul-au-Bac            | 535                              | 3,20          | 171              | Cambrai Cambrai-Ouest | Cambrai           | Cambrai                       |
| 59024      | 59165                         | Auberchicourt                | 4626                             | 7,12          | 639              | Aniche Douai-Sud | Douai             | Cœur d’Ostrevent              |
| 59025      | 59249                         | Aubers                       | 1746                             | 10,14         | 165              | Annœullin La Bassée | Lille             | Métropole Européenne de Lille |
| 59026      | 59265                         | Aubigny-au-Bac               | 1167                             | 5,16          | 226              | Aniche Arleux | Douai             | Douaisis Agglo                |
| 59027      | 59494                         | Aubry-du-Hainaut             | 1715                             | 4,32          | 395              | Aulnoy-lez-Valenciennes Valenciennes-Nord | Valenciennes      | Valenciennes Métropole        |
| 59028      | 59950                         | Auby                         | 7171                             | 7,12          | 1'017            | Orchies Douai-Nord-Est | Douai             | Douaisis Agglo                |
| 59029      | 59310                         | Auchy-lez-Orchies            | 1542                             | 7,79          | 193              | Orchies | Douai             | Pévèle-Carembault             |
| 59031      | 59570                         | Audignies                    | 364                              | 3,66          | 102              | Aulnoye-Aymeries Bavay | Avesnes-sur-Helpe | Pays de Mormal                |
| 59033      | 59620                         | Aulnoye-Aymeries             | 8674                             | 8,66          | 1'021            | Aulnoye-Aymeries Berlaimont | Avesnes-sur-Helpe | Maubeuge Val de Sambre        |
| 59032      | 59300                         | Aulnoy-lez-Valenciennes      | 7125                             | 6,12          | 1'180            | Aulnoy-lez-Valenciennes Valenciennes-Sud | Valenciennes      | Valenciennes Métropole        |
| 59034      | 59710                         | Avelin                       | 2575                             | 13,76         | 192              | Templeuve-en-Pévèle Pont-à-Marcq | Lille             | Pévèle-Carembault             |
| 59035      | 59440                         | Avesnelles                   | 2254                             | 12,71         | 187              | Fourmies Avesnes-sur-Helpe-Sud | Avesnes-sur-Helpe | Cœur de l’Avesnois            |
| 59037      | 59129                         | Avesnes-les-Aubert           | 3584                             | 9,01          | 403              | Caudry Carnières | Cambrai           | Caudrésis et Catésis          |
| 59038      | 59296                         | Avesnes-le-Sec               | 1453                             | 10,39         | 139              | Denain Bouchain | Valenciennes      | Porte du Hainaut              |
| 59036      | 59440                         | Avesnes-sur-Helpe            | 4088                             | 2,31          | 1'816            | Avesnes-sur-Helpe Avesnes-sur-Helpe-Nord Avesnes-sur-Helpe-Sud                                                                                       | Avesnes-sur-Helpe | Cœur de l’Avesnois            |
| 59039      | 59400                         | Awoingt                      | 773                              | 6,31          | 129              | Le Cateau-Cambrésis Cambrai-Est | Cambrai           | Cambrai                       |
| 59041      | 59138                         | Bachant                      | 2246                             | 9,37          | 245              | Aulnoye-Aymeries Anzin | Avesnes-sur-Helpe | Maubeuge Val de Sambre        |
| 59042      | 59830                         | Bachy                        | 1890                             | 6,41          | 279              | Templeuve-en-Pévèle Cysoing | Lille             | Pévèle-Carembault             |
| 59043      | 59270                         | Bailleul                     | 14.734                           | 43,42         | 349              | Bailleul Bailleul-Nord-Est Bailleul-Sud-Ouest | Dunkerque         | Cœur de Flandre Agglo         |
| 59044      | 59780                         | Baisieux                     | 5361                             | 8,68          | 550              | Templeuve-en-Pévèle Lannoy | Lille             | Métropole Européenne de Lille |
| 59045      | 59132                         | Baives                       | 161                              | 7,98          | 21               | Fourmies Trélon | Avesnes-sur-Helpe | Sud Avesnois                  |
| 59046      | 59470                         | Bambecque                    | 842                              | 11,81         | 69               | Wormhout Hondschoote | Dunkerque         | Hauts de Flandre              |
| 59047      | 59266                         | Banteux                      | 343                              | 6,18          | 56               | Le Cateau-Cambrésis Marcoing | Cambrai           | Cambrai                       |
| 59048      | 59554                         | Bantigny                     | 499                              | 3,17          | 165              | Cambrai Cambrai-Ouest | Cambrai           | Cambrai                       |
| 59049      | 59266                         | Bantouzelle                  | 443                              | 7,45          | 59               | Le Cateau-Cambrésis Marcoing | Cambrai           | Cambrai                       |
| 59050      | 59440                         | Bas-Lieu                     | 344                              | 7,62          | 45               | Fourmies Avesnes-sur-Helpe-Nord | Avesnes-sur-Helpe | Cœur de l’Avesnois            |
| 59052      | 59221                         | Bauvin                       | 5124                             | 3,85          | 1'321            | Annœullin Seclin-Sud | Lille             | Haute Deûle                   |
| 59053      | 59570                         | Bavay                        | 3240                             | 10,12         | 323              | Aulnoye-Aymeries Bavay | Avesnes-sur-Helpe | Pays de Mormal                |
| 59054      | 59670                         | Bavinchove                   | 1046                             | 8,31          | 120              | Wormhout Cassel | Dunkerque         | Cœur de Flandre Agglo         |
| 59055      | 59360                         | Bazuel                       | 549                              | 11,81         | 43               | Le Cateau-Cambrésis | Cambrai           | Caudrésis et Catésis          |
| 59056      | 59134                         | Beaucamps-Ligny              | 845                              | 5,04          | 169              | Lille-6 Lomme | Lille             | Métropole Européenne de Lille |
| 59057      | 59530                         | Beaudignies                  | 572                              | 7,92          | 71               | Avesnes-sur-Helpe Le Quesnoy-Est | Avesnes-sur-Helpe | Pays de Mormal                |
| 59058      | 59330                         | Beaufort                     | 1008                             | 12,76         | 79               | Avesnes-sur-Helpe Hautmont | Avesnes-sur-Helpe | Maubeuge Val de Sambre        |
| 59059      | 59540                         | Beaumont-en-Cambrésis        | 457                              | 3,31          | 133              | Le Cateau-Cambrésis | Cambrai           | Caudrésis et Catésis          |
| 59060      | 59730                         | Beaurain                     | 233                              | 1,01          | 232              | Caudry Solesmes | Cambrai           | Pays Solesmois                |
| 59061      | 59550                         | Beaurepaire-sur-Sambre       | 277                              | 7,86          | 34               | Avesnes-sur-Helpe Avesnes-sur-Helpe-Sud | Avesnes-sur-Helpe | Cœur de l’Avesnois            |
| 59062      | 59740                         | Beaurieux                    | 167                              | 7,39          | 22               | Fourmies Solre-le-Château | Avesnes-sur-Helpe | Cœur de l’Avesnois            |
| 59063      | 59157                         | Beauvois-en-Cambrésis        | 1948                             | 3,52          | 569              | Caudry Carnières | Cambrai           | Caudrésis et Catésis          |
| 59064      | 59135                         | Bellaing                     | 1315                             | 3,42          | 369              | Aulnoy-lez-Valenciennes Valenciennes-Nord | Valenciennes      | Porte du Hainaut              |
| 59065      | 59570                         | Bellignies                   | 810                              | 5,18          | 157              | Aulnoye-Aymeries Bavay | Avesnes-sur-Helpe | Pays de Mormal                |
| 59066      | 59740                         | Bérelles                     | 162                              | 5,78          | 27               | Fourmies Solre-le-Château | Avesnes-sur-Helpe | Cœur de l’Avesnois            |
| 59067      | 59380                         | Bergues                      | 3543                             | 1,32          | 2'727            | Coudekerque-Branche Bergues | Dunkerque         | Hauts de Flandre              |
| 59068      | 59145                         | Berlaimont                   | 3169                             | 13,10         | 242              | Aulnoye-Aymeries Berlaimont | Avesnes-sur-Helpe | Maubeuge Val de Sambre        |
| 59069      | 59213                         | Bermerain                    | 778                              | 6,66          | 111              | Caudry Solesmes | Cambrai           | Pays Solesmois                |
| 59071      | 59235                         | Bersée                       | 2289                             | 10,93         | 207              | Templeuve-en-Pévèle Pont-à-Marcq | Lille             | Pévèle-Carembault             |
| 59072      | 59600                         | Bersillies                   | 243                              | 2,83          | 90               | Maubeuge Maubeuge-Nord | Avesnes-sur-Helpe | Maubeuge Val de Sambre        |
| 59073      | 59270                         | Berthen                      | 618                              | 5,18          | 107              | Bailleul Bailleul-Sud-Ouest | Dunkerque         | Cœur de Flandre Agglo         |
| 59074      | 59980                         | Bertry                       | 2138                             | 8,54          | 254              | Le Cateau-Cambrésis Clary | Cambrai           | Caudrésis et Catésis          |
| 59075      | 59540                         | Béthencourt                  | 697                              | 5,15          | 147              | Caudry Carnières | Cambrai           | Caudrésis et Catésis          |
| 59076      | 59600                         | Bettignies                   | 355                              | 4,62          | 67               | Maubeuge Maubeuge-Nord | Avesnes-sur-Helpe | Maubeuge Val de Sambre        |
| 59077      | 59570                         | Bettrechies                  | 254                              | 3,36          | 76               | Aulnoye-Aymeries Bavay | Avesnes-sur-Helpe | Pays de Mormal                |
| 59078      | 59216                         | Beugnies                     | 608                              | 8,92          | 70               | Fourmies Avesnes-sur-Helpe-Nord | Avesnes-sur-Helpe | Cœur de l’Avesnois            |
| 59079      | 59192                         | Beuvrages                    | 6791                             | 3,00          | 2'270            | Anzin | Valenciennes      | Valenciennes Métropole        |
| 59080      | 59310                         | Beuvry-la-Forêt              | 2852                             | 12,52         | 223              | Orchies | Douai             | Pévèle-Carembault             |
| 59081      | 59217                         | Bévillers                    | 537                              | 4,79          | 119              | Caudry Carnières | Cambrai           | Caudrésis et Catésis          |
| 59082      | 59380                         | Bierne                       | 1744                             | 11,04         | 163              | Coudekerque-Branche Bergues | Dunkerque         | Hauts de Flandre              |
| 59083      | 59380                         | Bissezeele                   | 242                              | 3,57          | 71               | Wormhout Bergues | Dunkerque         | Hauts de Flandre              |
| 59084      | 59173                         | Blaringhem                   | 2046                             | 18,23         | 113              | Hazebrouck Hazebrouck-Nord | Dunkerque         | Cœur de Flandre Agglo         |
| 59085      | 59268                         | Blécourt                     | 309                              | 3,58          | 85               | Cambrai Cambrai-Ouest | Cambrai           | Cambrai                       |
| 59086      | 59299                         | Boeschepe                    | 2212                             | 13,59         | 159              | Bailleul Steenvoorde | Dunkerque         | Cœur de Flandre Agglo         |
| 59087      | 59189                         | Boëseghem                    | 738                              | 7,08          | 106              | Hazebrouck Hazebrouck-Sud | Dunkerque         | Cœur de Flandre Agglo         |
| 59088      | 59280                         | Bois-Grenier                 | 1784                             | 7,25          | 240              | Armentières | Lille             | Métropole Européenne de Lille |
| 59089      | 59470                         | Bollezeele                   | 1425                             | 17,54         | 81               | Wormhout | Dunkerque         | Hauts de Flandre              |
| 59090      | 59910                         | Bondues                      | 9666                             | 13,05         | 752              | Lille-2 Marcq-en-Barœul | Lille             | Métropole Européenne de Lille |
| 59091      | 59190                         | Borre                        | 564                              | 5,96          | 97               | Bailleul Hazebrouck-Sud | Dunkerque         | Cœur de Flandre Agglo         |
| 59092      | 59111                         | Bouchain                     | 4054                             | 12,39         | 317              | Denain Bouchain | Valenciennes      | Porte du Hainaut              |
| 59093      | 59440                         | Boulogne-sur-Helpe           | 294                              | 8,70          | 39               | Avesnes-sur-Helpe Avesnes-sur-Helpe-Sud | Avesnes-sur-Helpe | Cœur de l’Avesnois            |
| 59094      | 59630                         | Bourbourg                    | 6958                             | 38,49         | 186              | Grande-Synthe Bourbourg | Dunkerque         | Dunkerque                     |
| 59096      | 59830                         | Bourghelles                  | 1678                             | 6,55          | 254              | Templeuve-en-Pévèle Cysoing | Lille             | Pévèle-Carembault             |
| 59097      | 62147                         | Boursies                     | 376                              | 7,62          | 53               | Cambrai Marcoing | Cambrai           | Cambrai                       |
| 59098      | 59166                         | Bousbecque                   | 4956                             | 6,44          | 746              | Lambersart Tourcoing-Nord | Lille             | Métropole Européenne de Lille |
| 59099      | 59222                         | Bousies                      | 1770                             | 9,88          | 178              | Avesnes-sur-Helpe Landrecies | Avesnes-sur-Helpe | Pays de Mormal                |
| 59100      | 59178                         | Bousignies                   | 344                              | 3,14          | 111              | Saint-Amand-les-Eaux Saint-Amand-les-Eaux-Rive gauche                                                                                                | Valenciennes      | Porte du Hainaut              |
| 59101      | 59149                         | Bousignies-sur-Roc           | 374                              | 12,14         | 32               | Fourmies Solre-le-Château | Avesnes-sur-Helpe | Maubeuge Val de Sambre        |
| 59102      | 59217                         | Boussières-en-Cambrésis      | 450                              | 4,82          | 91               | Caudry Carnières | Cambrai           | Caudrésis et Catésis          |
| 59103      | 59330                         | Boussières-sur-Sambre        | 517                              | 3,28          | 159              | Aulnoye-Aymeries Hautmont | Avesnes-sur-Helpe | Maubeuge Val de Sambre        |
| 59104      | 59168                         | Boussois                     | 3139                             | 6,29          | 508              | Maubeuge Maubeuge-Sud | Avesnes-sur-Helpe | Maubeuge Val de Sambre        |
| 59105      | 59870                         | Bouvignies                   | 1564                             | 8,70          | 176              | Orchies Marchiennes | Douai             | Pévèle-Carembault             |
| 59106      | 59830                         | Bouvines                     | 766                              | 2,71          | 279              | Templeuve-en-Pévèle Cysoing | Lille             | Métropole Européenne de Lille |
| 59107      | 59123                         | Bray-Dunes                   | 4284                             | 8,57          | 525              | Dunkerque-2 Dunkerque-Est | Dunkerque         | Dunkerque                     |
| 59108      | 59730                         | Briastre                     | 695                              | 6,92          | 108              | Le Cateau-Cambrésis Solesmes | Cambrai           | Caudrésis et Catésis          |
| 59109      | 59178                         | Brillon                      | 764                              | 2,87          | 269              | Saint-Amand-les-Eaux Saint-Amand-les-Eaux-Rive gauche                                                                                                | Valenciennes      | Porte du Hainaut              |
| 59110      | 59630                         | Brouckerque                  | 1454                             | 11,91         | 119              | Grande-Synthe Bourbourg | Dunkerque         | Hauts de Flandre              |
| 59111      | 59470                         | Broxeele                     | 411                              | 3,77          | 106              | Wormhout | Dunkerque         | Hauts de Flandre              |
| 59112      | 59860                         | Bruay-sur-l’Escaut           | 11.584                           | 6,70          | 1'680            | Anzin | Valenciennes      | Valenciennes Métropole        |
| 59113      | 59490                         | Bruille-lez-Marchiennes      | 1345                             | 4,33          | 314              | Sin-le-Noble Marchiennes | Douai             | Cœur d’Ostrevent              |
| 59114      | 59199                         | Bruille-Saint-Amand          | 1693                             | 7,88          | 212              | Saint-Amand-les-Eaux Saint-Amand-les-Eaux-Rive droite                                                                                                | Valenciennes      | Porte du Hainaut              |
| 59115      | 59151                         | Brunémont                    | 711                              | 1,95          | 364              | Aniche Arleux | Douai             | Douaisis Agglo                |
| 59116      | 59144                         | Bry                          | 400                              | 2,88          | 144              | Aulnoye-Aymeries Le Quesnoy-Ouest | Avesnes-sur-Helpe | Pays de Mormal                |
| 59117      | 59151                         | Bugnicourt                   | 1084                             | 6,28          | 167              | Aniche Arleux | Douai             | Douaisis Agglo                |
| 59118      | 59137                         | Busigny                      | 2437                             | 16,47         | 149              | Le Cateau-Cambrésis Clary | Cambrai           | Caudrésis et Catésis          |
| 59119      | 59285                         | Buysscheure                  | 580                              | 6,15          | 99               | Wormhout Cassel | Dunkerque         | Cœur de Flandre Agglo         |
| 59120      | 59190                         | Caëstre                      | 1979                             | 10,20         | 198              | Bailleul Hazebrouck-Nord | Dunkerque         | Cœur de Flandre Agglo         |
| 59121      | 59161                         | Cagnoncles                   | 662                              | 6,23          | 99               | Caudry Cambrai-Est | Cambrai           | Cambrai                       |
| 59122      | 59400                         | Cambrai                      | 31.568                           | 18,12         | 1'776            | Cambrai Cambrai-Est Cambrai-Ouest | Cambrai           | Cambrai                       |
| 59123      | 59133                         | Camphin-en-Carembault        | 1725                             | 7,39          | 230              | Annœullin Seclin-Sud | Lille             | Pévèle-Carembault             |
| 59124      | 59780                         | Camphin-en-Pévèle            | 2506                             | 6,45          | 387              | Templeuve-en-Pévèle Cysoing | Lille             | Pévèle-Carembault             |
| 59125      | 59267                         | Cantaing-sur-Escaut          | 408                              | 6,48          | 62               | Le Cateau-Cambrésis Marcoing | Cambrai           | Cambrai                       |
| 59126      | 59169                         | Cantin                       | 1755                             | 9,32          | 181              | Aniche Arleux | Douai             | Douaisis Agglo                |
| 59127      | 59213                         | Capelle                      | 136                              | 5,07          | 29               | Caudry Solesmes | Cambrai           | Pays Solesmois                |
| 59128      | 59160                         | Capinghem                    | 2601                             | 1,86          | 1'364            | Armentières | Lille             | Métropole Européenne de Lille |
| 59130      | 59630                         | Cappelle-Brouck              | 1157                             | 17,55         | 66               | Grande-Synthe Bourbourg | Dunkerque         | Hauts de Flandre              |
| 59129      | 59242                         | Cappelle-en-Pévèle           | 2259                             | 8,11          | 280              | Templeuve-en-Pévèle Cysoing | Lille             | Pévèle-Carembault             |
| 59131      | 59180                         | Cappelle-la-Grande           | 7865                             | 5,46          | 1'451            | Coudekerque-Branche Dunkerque-Ouest | Dunkerque         | Dunkerque                     |
| 59132      | 59217                         | Carnières                    | 987                              | 8,13          | 125              | Caudry Carnières | Cambrai           | Caudrésis et Catésis          |
| 59133      | 59112                         | Carnin                       | 1097                             | 2,33          | 443              | Annœullin Seclin-Sud | Lille             | Haute Deûle                   |
| 59134      | 59244                         | Cartignies                   | 1234                             | 26,41         | 47               | Avesnes-sur-Helpe Avesnes-sur-Helpe-Sud | Avesnes-sur-Helpe | Cœur de l’Avesnois            |
| 59135      | 59670                         | Cassel                       | 2212                             | 12,65         | 179              | Bailleul Cassel | Dunkerque         | Cœur de Flandre Agglo         |
| 59137      | 59360                         | Catillon-sur-Sambre          | 783                              | 13,03         | 62               | Le Cateau-Cambrésis | Cambrai           | Caudrésis et Catésis          |
| 59138      | 59217                         | Cattenières                  | 687                              | 5,40          | 126              | Le Cateau-Cambrésis Carnières | Cambrai           | Caudrésis et Catésis          |
| 59139      | 59540                         | Caudry                       | 14.032                           | 12,94         | 1'091            | Caudry Clary | Cambrai           | Caudrésis et Catésis          |
| 59140      | 59191                         | Caullery                     | 464                              | 2,50          | 181              | Le Cateau-Cambrésis Clary | Cambrai           | Caudrésis et Catésis          |
| 59141      | 59400                         | Cauroir                      | 575                              | 5,61          | 101              | Caudry Cambrai-Est | Cambrai           | Cambrai                       |
| 59142      | 59680                         | Cerfontaine                  | 667                              | 3,87          | 183              | Fourmies Maubeuge-Sud | Avesnes-sur-Helpe | Maubeuge Val de Sambre        |
| 59144      | 59230                         | Château-l’Abbaye             | 886                              | 4,41          | 195              | Saint-Amand-les-Eaux Saint-Amand-les-Eaux-Rive droite                                                                                                | Valenciennes      | Porte du Hainaut              |
| 59145      | 59147                         | Chemy                        | 773                              | 3,48          | 222              | Faches-Thumesnil Seclin-Sud | Lille             | Pévèle-Carembault             |
| 59146      | 59152                         | Chéreng                      | 3040                             | 4,18          | 711              | Templeuve-en-Pévèle Lannoy | Lille             | Métropole Européenne de Lille |
| 59147      | 59740                         | Choisies                     | 44                               | 2,51          | 20               | Fourmies Solre-le-Château | Avesnes-sur-Helpe | Cœur de l’Avesnois            |
| 59148      | 59740                         | Clairfayts                   | 361                              | 7,53          | 48               | Fourmies Solre-le-Château | Avesnes-sur-Helpe | Cœur de l’Avesnois            |
| 59149      | 59225                         | Clary                        | 1087                             | 9,93          | 110              | Le Cateau-Cambrésis Clary | Cambrai           | Caudrésis et Catésis          |
| 59150      | 59830                         | Cobrieux                     | 553                              | 2,84          | 185              | Templeuve-en-Pévèle Cysoing | Lille             | Pévèle-Carembault             |
| 59151      | 59680                         | Colleret                     | 1551                             | 18,79         | 86               | Fourmies Maubeuge-Sud | Avesnes-sur-Helpe | Maubeuge Val de Sambre        |
| 59152      | 59560                         | Comines                      | 12.649                           | 16,02         | 798              | Lambersart Quesnoy-sur-Deûle | Lille             | Métropole Européenne de Lille |
| 59153      | 59163                         | Condé-sur-l’Escaut           | 9297                             | 18,40         | 517              | Marly Condé-sur-l’Escaut | Valenciennes      | Valenciennes Métropole        |
| 59155      | 59210                         | Coudekerque-Branche          | 20.833                           | 9,14          | 2'281            | Coudekerque-Branche | Dunkerque         | Dunkerque                     |
| 59156      | 59552                         | Courchelettes                | 2868                             | 1,67          | 1'702            | Douai Douai-Sud-Ouest | Douai             | Douaisis Agglo                |
| 59157      | 59149                         | Cousolre                     | 2160                             | 20,98         | 105              | Fourmies Solre-le-Château | Avesnes-sur-Helpe | Maubeuge Val de Sambre        |
| 59158      | 59310                         | Coutiches                    | 3341                             | 16,34         | 188              | Orchies | Douai             | Pévèle-Carembault             |
| 59159      | 59279                         | Craywick                     | 770                              | 7,73          | 86               | Grande-Synthe Gravelines | Dunkerque         | Dunkerque                     |
| 59160      | 59154                         | Crespin                      | 4541                             | 9,94          | 452              | Marly Condé-sur-l’Escaut | Valenciennes      | Valenciennes Métropole        |
| 59161      | 59258                         | Crèvecœur-sur-l’Escaut       | 717                              | 19,06         | 39               | Le Cateau-Cambrésis Marcoing | Cambrai           | Cambrai                       |
| 59162      | 59380                         | Crochte                      | 658                              | 7,83          | 85               | Wormhout Bergues | Dunkerque         | Hauts de Flandre              |
| 59163      | 59170                         | Croix                        | 20.956                           | 4,44          | 4'703            | Croix Roubaix-Ouest | Lille             | Métropole Européenne de Lille |
| 59164      | 59222                         | Croix-Caluyau                | 237                              | 4,01          | 62               | Avesnes-sur-Helpe Landrecies | Avesnes-sur-Helpe | Pays de Mormal                |
| 59165      | 59553                         | Cuincy                       | 6499                             | 7,01          | 913              | Douai Douai-Sud-Ouest | Douai             | Douaisis Agglo                |
| 59166      | 59990                         | Curgies                      | 1351                             | 6,08          | 220              | Marly Valenciennes-Est | Valenciennes      | Valenciennes Métropole        |
| 59167      | 59268                         | Cuvillers                    | 187                              | 2,83          | 70               | Cambrai Cambrai-Ouest | Cambrai           | Cambrai                       |
| 59168      | 59830                         | Cysoing                      | 4717                             | 13,62         | 356              | Templeuve-en-Pévèle Cysoing | Lille             | Pévèle-Carembault             |
| 59169      | 59680                         | Damousies                    | 205                              | 5,00          | 40               | Fourmies Maubeuge-Sud | Avesnes-sur-Helpe | Cœur de l’Avesnois            |
| 59170      | 59187                         | Dechy                        | 5343                             | 9,27          | 578              | Aniche Douai-Sud | Douai             | Douaisis Agglo                |
| 59171      | 59127                         | Dehéries                     | 42                               | 1,87          | 20               | Le Cateau-Cambrésis Clary | Cambrai           | Caudrésis et Catésis          |
| 59172      | 59220                         | Denain                       | 20.622                           | 11,52         | 1'725            | Denain | Valenciennes      | Porte du Hainaut              |
| 59173      | 59890                         | Deûlémont                    | 1801                             | 9,94          | 183              | Armentières Quesnoy-sur-Deûle | Lille             | Métropole Européenne de Lille |
| 59174      | 59740                         | Dimechaux                    | 327                              | 4,85          | 68               | Fourmies Solre-le-Château | Avesnes-sur-Helpe | Cœur de l’Avesnois            |
| 59175      | 59216                         | Dimont                       | 296                              | 7,49          | 41               | Fourmies Solre-le-Château | Avesnes-sur-Helpe | Cœur de l’Avesnois            |
| 59176      | 62147                         | Doignies                     | 323                              | 7,40          | 44               | Cambrai Marcoing | Cambrai           | Cambrai                       |
| 59177      | 59440                         | Dompierre-sur-Helpe          | 837                              | 13,20         | 65               | Avesnes-sur-Helpe Avesnes-sur-Helpe-Nord | Avesnes-sur-Helpe | Cœur de l’Avesnois            |
| 59670      | 59272                         | Don                          | 1401                             | 2,32          | 576              | Annœullin Seclin-Sud | Lille             | Métropole Européenne de Lille |
| 59178      | 59500                         | Douai                        | 39.833                           | 16,88         | 2'347            | Douai Douai-Nord Nord-Est Douai-Sud Douai-Sud-Ouest                                                                                                  | Douai             | Douaisis Agglo                |
| 59179      | 59282                         | Douchy-les-Mines             | 10.112                           | 9,20          | 1'119            | Denain | Valenciennes      | Porte du Hainaut              |
| 59181      | 59440                         | Dourlers                     | 537                              | 8,74          | 63               | Avesnes-sur-Helpe Avesnes-sur-Helpe-Nord | Avesnes-sur-Helpe | Cœur de l’Avesnois            |
| 59182      | 59630                         | Drincham                     | 282                              | 3,38          | 79               | Grande-Synthe Bourbourg | Dunkerque         | Hauts de Flandre              |
| 59183      | 59140 59240 59279 59430 59640 | Dunkerque                    | 87.013                           | 43,89         | 1'966            | Dunkerque-1 Dunkerque-2 Grande-Synthe Coudekerque-Branche Dunkerque-Est Dunkerque-Ouest                                                              | Dunkerque         | Dunkerque                     |
| 59184      | 59173                         | Ebblinghem                   | 658                              | 9,20          | 72               | Hazebrouck Hazebrouck-Nord | Dunkerque         | Cœur de Flandre Agglo         |
| 59185      | 59176                         | Écaillon                     | 1883                             | 4,00          | 491              | Aniche Douai-Sud | Douai             | Cœur d’Ostrevent              |
| 59186      | 59740                         | Eccles                       | 92                               | 3,54          | 23               | Fourmies Solre-le-Château | Avesnes-sur-Helpe | Cœur de l’Avesnois            |
| 59187      | 59330                         | Éclaibes                     | 265                              | 4,89          | 55               | Avesnes-sur-Helpe Hautmont | Avesnes-sur-Helpe | Maubeuge Val de Sambre        |
| 59188      | 59620                         | Écuélin                      | 143                              | 3,40          | 41               | Aulnoye-Aymeries Berlaimont | Avesnes-sur-Helpe | Maubeuge Val de Sambre        |
| 59189      | 59114                         | Eecke                        | 1215                             | 10,29         | 119              | Bailleul Steenvoorde | Dunkerque         | Cœur de Flandre Agglo         |
| 59190      | 59600                         | Élesmes                      | 1002                             | 6,23          | 158              | Maubeuge Maubeuge-Nord | Avesnes-sur-Helpe | Maubeuge Val de Sambre        |
| 59191      | 59127                         | Élincourt                    | 618                              | 8,41          | 74               | Le Cateau-Cambrésis Clary | Cambrai           | Caudrésis et Catésis          |
| 59192      | 59580                         | Émerchicourt                 | 813                              | 5,11          | 166              | Denain Bouchain | Valenciennes      | Porte du Hainaut              |
| 59193      | 59320                         | Emmerin                      | 3026                             | 4,91          | 633              | Faches-Thumesnil Haubourdin | Lille             | Métropole Européenne de Lille |
| 59194      | 59530                         | Englefontaine                | 1290                             | 4,62          | 277              | Avesnes-sur-Helpe Le Quesnoy-Est | Avesnes-sur-Helpe | Pays de Mormal                |
| 59195      | 59320                         | Englos                       | 616                              | 1,35          | 454              | Lille-6 Lomme | Lille             | Métropole Européenne de Lille |
| 59196      | 59320                         | Ennetières-en-Weppes         | 1288                             | 10,44         | 125              | Lille-6 Lomme | Lille             | Métropole Européenne de Lille |
| 59197      | 59710                         | Ennevelin                    | 2417                             | 9,92          | 225              | Templeuve-en-Pévèle Pont-à-Marcq | Lille             | Pévèle-Carembault             |
| 59198      | 59132                         | Eppe-Sauvage                 | 229                              | 16,67         | 15               | Fourmies Trélon | Avesnes-sur-Helpe | Sud Avesnois                  |
| 59199      | 59169                         | Erchin                       | 674                              | 5,28          | 130              | Aniche Arleux | Douai             | Douaisis Agglo                |
| 59200      | 59470                         | Eringhem                     | 469                              | 11,53         | 44               | Wormhout Bergues | Dunkerque         | Hauts de Flandre              |
| 59201      | 59320                         | Erquinghem-le-Sec            | 624                              | 1,75          | 341              | Lille-6 Lomme | Lille             | Métropole Européenne de Lille |
| 59202      | 59193                         | Erquinghem-Lys               | 5349                             | 9,00          | 591              | Armentières | Lille             | Métropole Européenne de Lille |
| 59203      | 59171                         | Erre                         | 1576                             | 5,88          | 270              | Sin-le-Noble Marchiennes | Douai             | Cœur d’Ostrevent              |
| 59204      | 59213                         | Escarmain                    | 478                              | 6,40          | 76               | Caudry Solesmes | Cambrai           | Pays Solesmois                |
| 59205      | 59124                         | Escaudain                    | 9060                             | 9,97          | 971              | Denain | Valenciennes      | Porte du Hainaut              |
| 59206      | 59161                         | Escaudœuvres                 | 3180                             | 6,64          | 485              | Cambrai Cambrai-Est | Cambrai           | Cambrai                       |
| 59207      | 59278                         | Escautpont                   | 4174                             | 5,78          | 728              | Anzin Condé-sur-l’Escaut | Valenciennes      | Porte du Hainaut              |
| 59208      | 59320                         | Escobecques                  | 303                              | 1,85          | 164              | Lille-6 Lomme | Lille             | Métropole Européenne de Lille |
| 59209      | 59127                         | Esnes                        | 673                              | 14,44         | 47               | Le Cateau-Cambrésis Clary | Cambrai           | Cambrai                       |
| 59210      | 59470                         | Esquelbecq                   | 2143                             | 12,70         | 167              | Wormhout | Dunkerque         | Hauts de Flandre              |
| 59211      | 59553                         | Esquerchin                   | 902                              | 5,34          | 170              | Douai Douai-Sud-Ouest | Douai             | Douaisis Agglo                |
| 59212      | 59940                         | Estaires                     | 6551                             | 12,82         | 504              | Hazebrouck Merville | Dunkerque         | Flandre Lys                   |
| 59213      | 59400                         | Estourmel                    | 470                              | 5,45          | 84               | Caudry Carnières | Cambrai           | Caudrésis et Catésis          |
| 59214      | 59151                         | Estrées                      | 1121                             | 5,82          | 190              | Aniche Arleux | Douai             | Douaisis Agglo                |
| 59215      | 59990                         | Estreux                      | 945                              | 5,30          | 181              | Marly Valenciennes-Est | Valenciennes      | Valenciennes Métropole        |
| 59219      | 59295                         | Estrun                       | 721                              | 2,82          | 252              | Cambrai Cambrai-Est | Cambrai           | Cambrai                       |
| 59216      | 59161                         | Eswars                       | 360                              | 2,78          | 126              | Cambrai Cambrai-Est | Cambrai           | Cambrai                       |
| 59217      | 59144                         | Eth                          | 334                              | 2,84          | 122              | Aulnoye-Aymeries Le Quesnoy-Ouest | Avesnes-sur-Helpe | Pays de Mormal                |
| 59218      | 59219                         | Étrœungt                     | 1255                             | 25,10         | 52               | Avesnes-sur-Helpe Avesnes-sur-Helpe-Sud | Avesnes-sur-Helpe | Cœur de l’Avesnois            |
| 59220      | 59155                         | Faches-Thumesnil             | 18.310                           | 4,62          | 3'937            | Faches-Thumesnil Lille-Sud-Est | Lille             | Métropole Européenne de Lille |
| 59221      | 59300                         | Famars                       | 2459                             | 4,73          | 538              | Aulnoy-lez-Valenciennes Valenciennes-Sud | Valenciennes      | Valenciennes Métropole        |
| 59222      | 59310                         | Faumont                      | 2255                             | 9,58          | 231              | Orchies | Douai             | Douaisis Agglo                |
| 59224      | 59247                         | Féchain                      | 1654                             | 5,14          | 330              | Aniche Arleux | Douai             | Douaisis Agglo                |
| 59225      | 59750                         | Feignies                     | 6727                             | 18,80         | 362              | Aulnoye-Aymeries Bavay | Avesnes-sur-Helpe | Maubeuge Val de Sambre        |
| 59226      | 59740                         | Felleries                    | 1459                             | 19,49         | 75               | Fourmies Avesnes-sur-Helpe-Nord | Avesnes-sur-Helpe | Cœur de l’Avesnois            |
| 59227      | 59179                         | Fenain                       | 5533                             | 5,78          | 953              | Sin-le-Noble Marchiennes | Douai             | Cœur d’Ostrevent              |
| 59228      | 59169                         | Férin                        | 1441                             | 5,52          | 264              | Aniche Douai-Sud | Douai             | Douaisis Agglo                |
| 59229      | 59610                         | Féron                        | 509                              | 13,39         | 42               | Fourmies Trélon | Avesnes-sur-Helpe | Sud Avesnois                  |
| 59230      | 59680                         | Ferrière-la-Grande           | 5167                             | 10,01         | 527              | Maubeuge Maubeuge-Sud | Avesnes-sur-Helpe | Maubeuge Val de Sambre        |
| 59231      | 59680                         | Ferrière-la-Petite           | 1043                             | 5,35          | 198              | Fourmies Maubeuge-Sud | Avesnes-sur-Helpe | Maubeuge Val de Sambre        |
| 59233      | 59440                         | Flaumont-Waudrechies         | 345                              | 5,70          | 64               | Fourmies Avesnes-sur-Helpe-Nord | Avesnes-sur-Helpe | Cœur de l’Avesnois            |
| 59234      | 59128                         | Flers-en-Escrebieux          | 5533                             | 7,11          | 813              | Douai Douai-Nord-Est | Douai             | Douaisis Agglo                |
| 59236      | 59267                         | Flesquières                  | 269                              | 6,28          | 42               | Le Cateau-Cambrésis Marcoing | Cambrai           | Cambrai                       |
| 59237      | 59270                         | Flêtre                       | 946                              | 8,98          | 110              | Bailleul Bailleul-Sud-Ouest | Dunkerque         | Cœur de Flandre Agglo         |
| 59238      | 59158                         | Flines-lès-Mortagne          | 1667                             | 14,45         | 113              | Saint-Amand-les-Eaux Saint-Amand-les-Eaux-Rive droite                                                                                                | Valenciennes      | Porte du Hainaut              |
| 59239      | 59148                         | Flines-lez-Raches            | 5677                             | 19,22         | 291              | Orchies Douai-Nord | Douai             | Douaisis Agglo                |
| 59240      | 59440                         | Floursies                    | 127                              | 4,65          | 27               | Avesnes-sur-Helpe Avesnes-sur-Helpe-Nord | Avesnes-sur-Helpe | Cœur de l’Avesnois            |
| 59241      | 59219                         | Floyon                       | 508                              | 17,47         | 30               | Avesnes-sur-Helpe Avesnes-sur-Helpe-Sud | Avesnes-sur-Helpe | Cœur de l’Avesnois            |
| 59242      | 59550                         | Fontaine-au-Bois             | 691                              | 7,68          | 88               | Avesnes-sur-Helpe Landrecies | Avesnes-sur-Helpe | Pays de Mormal                |
| 59243      | 59157                         | Fontaine-au-Pire             | 1209                             | 7,57          | 161              | Le Cateau-Cambrésis Carnières | Cambrai           | Caudrésis et Catésis          |
| 59244      | 59400                         | Fontaine-Notre-Dame          | 1759                             | 10,52         | 169              | Cambrai Cambrai-Ouest | Cambrai           | Cambrai                       |
| 59246      | 59222                         | Forest-en-Cambrésis          | 558                              | 8,87          | 64               | Avesnes-sur-Helpe Landrecies | Avesnes-sur-Helpe | Pays de Mormal                |
| 59247      | 59510                         | Forest-sur-Marque            | 1660                             | 1,05          | 1'392            | Villeneuve-d’Ascq Lannoy | Lille             | Métropole Européenne de Lille |
| 59249      | 59610                         | Fourmies                     | 11.528                           | 22,98         | 503              | Fourmies Trélon | Avesnes-sur-Helpe | Sud Avesnois                  |
| 59250      | 59134                         | Fournes-en-Weppes            | 2167                             | 8,22          | 271              | Annœullin La Bassée | Lille             | Métropole Européenne de Lille |
| 59251      | 59530                         | Frasnoy                      | 384                              | 5,84          | 64               | Aulnoye-Aymeries Le Quesnoy-Ouest | Avesnes-sur-Helpe | Pays de Mormal                |
| 59252      | 59236                         | Frelinghien                  | 2617                             | 11,27         | 217              | Armentières | Lille             | Métropole Européenne de Lille |
| 59253      | 59970                         | Fresnes-sur-Escaut           | 7473                             | 11,77         | 637              | Anzin Condé-sur-l’Escaut | Valenciennes      | Valenciennes Métropole        |
| 59254      | 59234                         | Fressain                     | 906                              | 6,39          | 138              | Aniche Arleux | Douai             | Douaisis Agglo                |
| 59255      | 59268                         | Fressies                     | 573                              | 4,73          | 121              | Cambrai Cambrai-Ouest | Cambrai           | Cambrai                       |
| 59256      | 59273                         | Fretin                       | 3221                             | 13,17         | 250              | Templeuve-en-Pévèle Pont-à-Marcq | Lille             | Métropole Européenne de Lille |
| 59257      | 59249                         | Fromelles                    | 1133                             | 8,54          | 122              | Annœullin La Bassée | Lille             | Métropole Européenne de Lille |
| 59258      | 59242                         | Genech                       | 2811                             | 7,46          | 379              | Templeuve-en-Pévèle Cysoing | Lille             | Pévèle-Carembault             |
| 59259      | 59530                         | Ghissignies                  | 501                              | 4,52          | 113              | Avesnes-sur-Helpe Le Quesnoy-Est | Avesnes-sur-Helpe | Pays de Mormal                |
| 59260      | 59254                         | Ghyvelde                     | 4126                             | 35,92         | 115              | Dunkerque-2 Hondschoote | Dunkerque         | Dunkerque                     |
| 59261      | 59132                         | Glageon                      | 1732                             | 11,77         | 149              | Fourmies Trélon | Avesnes-sur-Helpe | Sud Avesnois                  |
| 59262      | 59270                         | Godewaersvelde               | 2037                             | 11,89         | 175              | Bailleul Steenvoorde | Dunkerque         | Cœur de Flandre Agglo         |
| 59263      | 59169                         | Gœulzin                      | 1044                             | 4,79          | 219              | Aniche Arleux | Douai             | Douaisis Agglo                |
| 59264      | 59600                         | Gognies-Chaussée             | 725                              | 7,94          | 92               | Maubeuge Maubeuge-Nord | Avesnes-sur-Helpe | Maubeuge Val de Sambre        |
| 59265      | 59144                         | Gommegnies                   | 2272                             | 15,78         | 146              | Aulnoye-Aymeries Le Quesnoy-Ouest | Avesnes-sur-Helpe | Pays de Mormal                |
| 59266      | 59147                         | Gondecourt                   | 4099                             | 8,22          | 490              | Faches-Thumesnil Seclin-Sud | Lille             | Pévèle-Carembault             |
| 59267      | 59231                         | Gonnelieu                    | 283                              | 4,97          | 61               | Le Cateau-Cambrésis Marcoing | Cambrai           | Cambrai                       |
| 59269      | 59231                         | Gouzeaucourt                 | 1434                             | 12,11         | 122              | Le Cateau-Cambrésis Marcoing | Cambrai           | Cambrai                       |
| 59271      | 59760                         | Grande-Synthe                | 20.347                           | 21,44         | 1'050            | Grande-Synthe | Dunkerque         | Dunkerque                     |
| 59270      | 59244                         | Grand-Fayt                   | 471                              | 8,80          | 55               | Avesnes-sur-Helpe Avesnes-sur-Helpe-Sud | Avesnes-sur-Helpe | Cœur de l’Avesnois            |
| 59272      | 59153                         | Grand-Fort-Philippe          | 4901                             | 3,13          | 1'639            | Grande-Synthe Gravelines | Dunkerque         | Dunkerque                     |
| 59273      | 59820                         | Gravelines                   | 11.451                           | 22,66         | 486              | Grande-Synthe Gravelines | Dunkerque         | Dunkerque                     |
| 59275      | 59152                         | Gruson                       | 1223                             | 3,13          | 405              | Templeuve-en-Pévèle Lannoy | Lille             | Métropole Européenne de Lille |
| 59276      | 59287                         | Guesnain                     | 4645                             | 4,05          | 1'158            | Aniche Douai-Sud | Douai             | Douaisis Agglo                |
| 59277      | 59570                         | Gussignies                   | 354                              | 3,46          | 96               | Aulnoye-Aymeries Bavay | Avesnes-sur-Helpe | Pays de Mormal                |
| 59278      | 59320                         | Hallennes-lez-Haubourdin     | 4739                             | 4,35          | 1'075            | Lille-6 Lomme | Lille             | Métropole Européenne de Lille |
| 59279      | 59250                         | Halluin                      | 20.684                           | 12,56         | 1'652            | Tourcoing-1 Tourcoing-Nord | Lille             | Métropole Européenne de Lille |
| 59280      | 59151                         | Hamel                        | 786                              | 3,59          | 219              | Aniche Arleux | Douai             | Douaisis Agglo                |
| 59281      | 59496                         | Hantay                       | 1249                             | 2,09          | 613              | Annœullin La Bassée | Lille             | Métropole Européenne de Lille |
| 59282      | 59670                         | Hardifort                    | 389                              | 6,14          | 66               | Wormhout Cassel | Dunkerque         | Cœur de Flandre Agglo         |
| 59283      | 59138                         | Hargnies                     | 613                              | 5,14          | 119              | Aulnoye-Aymeries Berlaimont | Avesnes-sur-Helpe | Pays de Mormal                |
| 59284      | 59178                         | Hasnon                       | 3853                             | 12,74         | 308              | Saint-Amand-les-Eaux Saint-Amand-les-Eaux-Rive droite                                                                                                | Valenciennes      | Porte du Hainaut              |
| 59285      | 59198                         | Haspres                      | 2632                             | 12,20         | 220              | Aulnoy-lez-Valenciennes Bouchain | Valenciennes      | Porte du Hainaut              |
| 59286      | 59320                         | Haubourdin                   | 14.922                           | 5,31          | 2'773            | Faches-Thumesnil Haubourdin | Lille             | Métropole Européenne de Lille |
| 59287      | 59191                         | Haucourt-en-Cambrésis        | 192                              | 3,57          | 54               | Le Cateau-Cambrésis Clary | Cambrai           | Caudrésis et Catésis          |
| 59288      | 59121                         | Haulchin                     | 2307                             | 5,13          | 456              | Aulnoy-lez-Valenciennes Valenciennes-Sud | Valenciennes      | Porte du Hainaut              |
| 59289      | 59294                         | Haussy                       | 1472                             | 16,22         | 94               | Caudry Solesmes | Cambrai           | Pays Solesmois                |
| 59290      | 59440                         | Haut-Lieu                    | 374                              | 9,00          | 44               | Avesnes-sur-Helpe Avesnes-sur-Helpe-Sud | Avesnes-sur-Helpe | Cœur de l’Avesnois            |
| 59291      | 59330                         | Hautmont                     | 14.197                           | 12,27         | 1'183            | Avesnes-sur-Helpe Hautmont | Avesnes-sur-Helpe | Maubeuge Val de Sambre        |
| 59292      | 59255                         | Haveluy                      | 3224                             | 4,70          | 703              | Aulnoy-lez-Valenciennes Denain | Valenciennes      | Porte du Hainaut              |
| 59293      | 59660                         | Haverskerque                 | 1385                             | 9,17          | 154              | Hazebrouck Merville | Dunkerque         | Flandre Lys                   |
| 59294      | 59268                         | Haynecourt                   | 305                              | 5,92          | 53               | Cambrai Cambrai-Ouest | Cambrai           | Cambrai                       |
| 59295      | 59190                         | Hazebrouck                   | 21.785                           | 26,20         | 817              | Hazebrouck Hazebrouck-Nord Hazebrouck-Sud | Dunkerque         | Cœur de Flandre Agglo         |
| 59296      | 59530                         | Hecq                         | 352                              | 1,36          | 260              | Avesnes-sur-Helpe Le Quesnoy-Est | Avesnes-sur-Helpe | Pays de Mormal                |
| 59297      | 59171                         | Hélesmes                     | 1905                             | 7,36          | 269              | Saint-Amand-les-Eaux Denain | Valenciennes      | Porte du Hainaut              |
| 59299      | 59510                         | Hem                          | 18.579                           | 9,65          | 1'931            | Croix Lannoy | Lille             | Métropole Européenne de Lille |
| 59300      | 59247                         | Hem-Lenglet                  | 552                              | 4,94          | 111              | Cambrai Cambrai-Ouest | Cambrai           | Cambrai                       |
| 59301      | 59199                         | Hergnies                     | 4471                             | 10,75         | 412              | Marly Condé-sur-l’Escaut | Valenciennes      | Valenciennes Métropole        |
| 59302      | 59195                         | Hérin                        | 4176                             | 4,48          | 921              | Aulnoy-lez-Valenciennes Valenciennes-Sud | Valenciennes      | Porte du Hainaut              |
| 59303      | 59134                         | Herlies                      | 2288                             | 7,11          | 337              | Annœullin La Bassée | Lille             | Métropole Européenne de Lille |
| 59304      | 59147                         | Herrin                       | 426                              | 2,17          | 193              | Faches-Thumesnil Seclin-Sud | Lille             | Pévèle-Carembault             |
| 59305      | 59470                         | Herzeele                     | 1627                             | 17,17         | 96               | Wormhout | Dunkerque         | Hauts de Flandre              |
| 59306      | 59740                         | Hestrud                      | 299                              | 6,09          | 48               | Fourmies Solre-le-Château | Avesnes-sur-Helpe | Cœur de l’Avesnois            |
| 59307      | 59143                         | Holque                       | 855                              | 3,81          | 237              | Wormhout Bourbourg | Dunkerque         | Hauts de Flandre              |
| 59308      | 59190                         | Hondeghem                    | 915                              | 12,60         | 74               | Bailleul Hazebrouck-Nord | Dunkerque         | Cœur de Flandre Agglo         |
| 59309      | 59122                         | Hondschoote                  | 4010                             | 23,66         | 172              | Wormhout Hondschoote | Dunkerque         | Hauts de Flandre              |
| 59310      | 59570                         | Hon-Hergies                  | 879                              | 11,02         | 79               | Aulnoye-Aymeries Bavay | Avesnes-sur-Helpe | Pays de Mormal                |
| 59311      | 59980                         | Honnechy                     | 558                              | 6,53          | 86               | Le Cateau-Cambrésis | Cambrai           | Caudrésis et Catésis          |
| 59312      | 59266                         | Honnecourt-sur-Escaut        | 722                              | 15,49         | 49               | Le Cateau-Cambrésis Marcoing | Cambrai           | Cambrai                       |
| 59313      | 59111                         | Hordain                      | 1448                             | 5,66          | 251              | Denain Bouchain | Valenciennes      | Porte du Hainaut              |
| 59314      | 59171                         | Hornaing                     | 3522                             | 8,95          | 398              | Sin-le-Noble Marchiennes | Douai             | Cœur d’Ostrevent              |
| 59315      | 59570                         | Houdain-lez-Bavay            | 902                              | 12,18         | 73               | Aulnoye-Aymeries Bavay | Avesnes-sur-Helpe | Pays de Mormal                |
| 59316      | 59263                         | Houplin-Ancoisne             | 3301                             | 6,48          | 515              | Faches-Thumesnil Seclin-Nord | Lille             | Métropole Européenne de Lille |
| 59317      | 59116                         | Houplines                    | 7907                             | 11,32         | 687              | Armentières | Lille             | Métropole Européenne de Lille |
| 59318      | 59470                         | Houtkerque                   | 982                              | 13,13         | 75               | Wormhout Steenvoorde | Dunkerque         | Cœur de Flandre Agglo         |
| 59319      | 59492                         | Hoymille                     | 3206                             | 5,53          | 578              | Wormhout Bergues | Dunkerque         | Hauts de Flandre              |
| 59320      | 59480                         | Illies                       | 1688                             | 7,91          | 207              | Annœullin La Bassée | Lille             | Métropole Européenne de Lille |
| 59321      | 59540                         | Inchy                        | 627                              | 3,90          | 173              | Le Cateau-Cambrésis | Cambrai           | Caudrésis et Catésis          |
| 59322      | 59141                         | Iwuy                         | 3335                             | 12,75         | 264              | Caudry Cambrai-Est | Cambrai           | Cambrai                       |
| 59323      | 59144                         | Jenlain                      | 1137                             | 5,91          | 194              | Aulnoye-Aymeries Le Quesnoy-Ouest | Avesnes-sur-Helpe | Pays de Mormal                |
| 59324      | 59460                         | Jeumont                      | 10.273                           | 10,21         | 1'013            | Maubeuge Maubeuge-Nord | Avesnes-sur-Helpe | Maubeuge Val de Sambre        |
| 59325      | 59530                         | Jolimetz                     | 860                              | 3,98          | 215              | Avesnes-sur-Helpe Le Quesnoy-Est | Avesnes-sur-Helpe | Pays de Mormal                |
| 59326      | 59122                         | Killem                       | 1172                             | 11,99         | 97               | Wormhout Hondschoote | Dunkerque         | Hauts de Flandre              |
| 59051      | 59480                         | La Bassée                    | 6678                             | 3,54          | 1'839            | Annœullin La Bassée | Lille             | Métropole Européenne de Lille |
| 59143      | 59930                         | La Chapelle-d’Armentières    | 8782                             | 10,34         | 829              | Armentières | Lille             | Métropole Européenne de Lille |
| 59232      | 59570                         | La Flamengrie                | 433                              | 2,03          | 210              | Aulnoye-Aymeries Bavay | Avesnes-sur-Helpe | Pays de Mormal                |
| 59268      | 59253                         | La Gorgue                    | 5553                             | 15,03         | 375              | Hazebrouck Merville | Dunkerque         | Flandre Lys                   |
| 59274      | 59360                         | La Groise                    | 470                              | 9,38          | 51               | Le Cateau-Cambrésis | Cambrai           | Caudrésis et Catésis          |
| 59357      | 59570                         | La Longueville               | 2061                             | 17,64         | 118              | Aulnoye-Aymeries Bavay | Avesnes-sur-Helpe | Pays de Mormal                |
| 59368      | 59110                         | La Madeleine                 | 22.161                           | 2,84          | 7'696            | Lille-1 Lille-Nord | Lille             | Métropole Européenne de Lille |
| 59427      | 59239                         | La Neuville                  | 606                              | 3,95          | 162              | Templeuve-en-Pévèle Pont-à-Marcq | Lille             | Pévèle-Carembault             |
| 59564      | 59174                         | La Sentinelle                | 3140                             | 3,89          | 801              | Aulnoy-lez-Valenciennes Valenciennes-Sud | Valenciennes      | Porte du Hainaut              |
| 59327      | 59167                         | Lallaing                     | 6212                             | 5,99          | 1'062            | Sin-le-Noble Douai-Nord | Douai             | Douaisis Agglo                |
| 59328      | 59130                         | Lambersart                   | 27.105                           | 6,16          | 4'448            | Lambersart Lille-Ouest | Lille             | Métropole Européenne de Lille |
| 59329      | 59552                         | Lambres-lez-Douai            | 4902                             | 8,81          | 568              | Douai Douai-Sud-Ouest | Douai             | Douaisis Agglo                |
| 59330      | 59310                         | Landas                       | 2482                             | 11,95         | 200              | Orchies | Douai             | Pévèle-Carembault             |
| 59331      | 59550                         | Landrecies                   | 3414                             | 21,70         | 160              | Avesnes-sur-Helpe Landrecies | Avesnes-sur-Helpe | Pays de Mormal                |
| 59332      | 59390                         | Lannoy                       | 1791                             | 0,18          | 10'106           | Croix Lannoy | Lille             | Métropole Européenne de Lille |
| 59333      | 59219                         | Larouillies                  | 239                              | 5,40          | 46               | Avesnes-sur-Helpe Avesnes-sur-Helpe-Sud | Avesnes-sur-Helpe | Cœur de l’Avesnois            |
| 59334      | 59553                         | Lauwin-Planque               | 1593                             | 3,67          | 442              | Douai Douai-Sud-Ouest | Douai             | Douaisis Agglo                |
| 59136      | 59360                         | Le Cateau-Cambrésis          | 6846                             | 27,24         | 258              | Le Cateau-Cambrésis | Cambrai           | Caudrésis et Catésis          |
| 59180      | 59940                         | Le Doulieu                   | 1445                             | 11,74         | 125              | Bailleul Merville | Dunkerque         | Cœur de Flandre Agglo         |
| 59223      | 59550                         | Le Favril                    | 504                              | 11,49         | 44               | Avesnes-sur-Helpe Landrecies | Avesnes-sur-Helpe | Pays de Mormal                |
| 59371      | 59134                         | Le Maisnil                   | 628                              | 3,51          | 182              | Annœullin Lomme | Lille             | Métropole Européenne de Lille |
| 59481      | 59530                         | Le Quesnoy                   | 4859                             | 14,23         | 342              | Avesnes-sur-Helpe Le Quesnoy-Est Le Quesnoy-Ouest | Avesnes-sur-Helpe | Pays de Mormal                |
| 59335      | 59226                         | Lecelles                     | 3048                             | 16,24         | 175              | Saint-Amand-les-Eaux Saint-Amand-les-Eaux-Rive gauche                                                                                                | Valenciennes      | Porte du Hainaut              |
| 59336      | 59259                         | Lécluse                      | 1355                             | 4,96          | 277              | Aniche Arleux | Douai             | Douaisis Agglo                |
| 59337      | 59143                         | Lederzeele                   | 705                              | 8,64          | 79               | Wormhout | Dunkerque         | Hauts de Flandre              |
| 59338      | 59470                         | Ledringhem                   | 618                              | 7,01          | 93               | Wormhout | Dunkerque         | Hauts de Flandre              |
| 59339      | 59115                         | Leers                        | 9555                             | 5,40          | 1'737            | Roubaix-2 Lannoy | Lille             | Métropole Européenne de Lille |
| 59340      | 59495                         | Leffrinckoucke               | 4101                             | 7,28          | 578              | Dunkerque-2 Dunkerque-Est | Dunkerque         | Dunkerque                     |
| 59517      | 59258                         | Les Rues-des-Vignes          | 740                              | 17,85         | 43               | Le Cateau-Cambrésis Marcoing | Cambrai           | Cambrai                       |
| 59341      | 59258                         | Lesdain                      | 448                              | 8,43          | 52               | Le Cateau-Cambrésis Marcoing | Cambrai           | Cambrai                       |
| 59343      | 59810                         | Lesquin                      | 9356                             | 8,41          | 1'072            | Templeuve-en-Pévèle Seclin-Nord | Lille             | Métropole Européenne de Lille |
| 59344      | 59620                         | Leval                        | 2483                             | 5,89          | 427              | Aulnoye-Aymeries Berlaimont | Avesnes-sur-Helpe | Maubeuge Val de Sambre        |
| 59345      | 59287                         | Lewarde                      | 2388                             | 3,90          | 623              | Aniche Douai-Sud | Douai             | Cœur d’Ostrevent              |
| 59346      | 59260                         | Lezennes                     | 2966                             | 2,14          | 1'425            | Lille-4 Lille-Sud-Est | Lille             | Métropole Européenne de Lille |
| 59342      | 59740                         | Lez-Fontaine                 | 232                              | 4,51          | 50               | Fourmies Solre-le-Château | Avesnes-sur-Helpe | Cœur de l’Avesnois            |
| 59347      | 59740                         | Liessies                     | 529                              | 17,60         | 31               | Fourmies Solre-le-Château | Avesnes-sur-Helpe | Cœur de l’Avesnois            |
| 59348      | 59111                         | Lieu-Saint-Amand             | 1464                             | 5,11          | 279              | Denain Bouchain | Valenciennes      | Porte du Hainaut              |
| 59349      | 59191                         | Ligny-en-Cambrésis           | 1874                             | 8,79          | 218              | Le Cateau-Cambrésis Clary | Cambrai           | Caudrésis et Catésis          |
| 59350      | 59000 59160 59260 59777 59800 | Lille                        | 238.695                          | 34,83         | 6'732            | Lille-1 Lille-2 Lille-3 Lille-4 Lille-5 Lille-6 Lille-Centre Lille-Est Lille-Nord Lille-Nord-Est Lille-Ouest Lille-Sud Lille-Sud-Est Lille-Sud-Ouest | Lille             | Métropole Européenne de Lille |
| 59351      | 59330                         | Limont-Fontaine              | 532                              | 6,78          | 81               | Avesnes-sur-Helpe Hautmont | Avesnes-sur-Helpe | Maubeuge Val de Sambre        |
| 59352      | 59126                         | Linselles                    | 8177                             | 11,71         | 707              | Lambersart Tourcoing-Nord | Lille             | Métropole Européenne de Lille |
| 59353      | 59530                         | Locquignol                   | 297                              | 97,55         | 3                | Avesnes-sur-Helpe Le Quesnoy-Est | Avesnes-sur-Helpe | Pays de Mormal                |
| 59354      | 59182                         | Loffre                       | 717                              | 2,60          | 275              | Aniche Douai-Sud | Douai             | Cœur d’Ostrevent              |
| 59356      | 59840                         | Lompret                      | 2170                             | 3,10          | 719              | Lambersart Quesnoy-sur-Deûle | Lille             | Métropole Européenne de Lille |
| 59358      | 59630                         | Looberghe                    | 1217                             | 19,55         | 61               | Grande-Synthe Bourbourg | Dunkerque         | Hauts de Flandre              |
| 59359      | 59279                         | Loon-Plage                   | 5995                             | 35,67         | 171              | Grande-Synthe Gravelines | Dunkerque         | Dunkerque                     |
| 59360      | 59120                         | Loos                         | 22.948                           | 6,95          | 3'290            | Lille-6 Haubourdin | Lille             | Métropole Européenne de Lille |
| 59006      | 59144 59570                   | L’Orée de Mormal             | 609                              | 6,83          | 88               | Aulnoye-Aymeries | Avesnes-sur-Helpe | Pays de Mormal                |
| 59361      | 59156                         | Lourches                     | 3756                             | 2,65          | 1'491            | Denain Bouchain | Valenciennes      | Porte du Hainaut              |
| 59363      | 59530                         | Louvignies-Quesnoy           | 903                              | 8,43          | 110              | Avesnes-sur-Helpe Le Quesnoy-Est | Avesnes-sur-Helpe | Pays de Mormal                |
| 59364      | 59830                         | Louvil                       | 902                              | 2,50          | 348              | Templeuve-en-Pévèle Cysoing | Lille             | Pévèle-Carembault             |
| 59365      | 59720                         | Louvroil                     | 6334                             | 5,90          | 1'080            | Maubeuge Maubeuge-Sud | Avesnes-sur-Helpe | Maubeuge Val de Sambre        |
| 59366      | 59173                         | Lynde                        | 782                              | 9,07          | 85               | Hazebrouck Hazebrouck-Nord | Dunkerque         | Cœur de Flandre Agglo         |
| 59367      | 59390                         | Lys-lez-Lannoy               | 13.987                           | 3,26          | 4'185            | Croix Lannoy | Lille             | Métropole Européenne de Lille |
| 59369      | 59233                         | Maing                        | 3970                             | 11,68         | 348              | Aulnoy-lez-Valenciennes Valenciennes-Sud | Valenciennes      | Valenciennes Métropole        |
| 59370      | 59600                         | Mairieux                     | 698                              | 6,49          | 110              | Maubeuge Maubeuge-Nord | Avesnes-sur-Helpe | Maubeuge Val de Sambre        |
| 59372      | 59127                         | Malincourt                   | 487                              | 10,30         | 47               | Le Cateau-Cambrésis Clary | Cambrai           | Caudrésis et Catésis          |
| 59374      | 59440                         | Marbaix                      | 468                              | 6,62          | 71               | Avesnes-sur-Helpe Avesnes-sur-Helpe-Sud | Avesnes-sur-Helpe | Cœur de l’Avesnois            |
| 59375      | 59870                         | Marchiennes                  | 4506                             | 21,44         | 214              | Sin-le-Noble Marchiennes | Douai             | Cœur d’Ostrevent              |
| 59377      | 59159                         | Marcoing                     | 1865                             | 15,11         | 126              | Le Cateau-Cambrésis Marcoing | Cambrai           | Cambrai                       |
| 59378      | 59700                         | Marcq-en-Barœul              | 39.943                           | 14,04         | 2'741            | Lille-2 Marcq-en-Barœul | Lille             | Métropole Européenne de Lille |
| 59379      | 59252                         | Marcq-en-Ostrevent           | 751                              | 6,27          | 119              | Aniche Arleux | Douai             | Douaisis Agglo                |
| 59381      | 59990                         | Maresches                    | 806                              | 4,78          | 170              | Avesnes-sur-Helpe Le Quesnoy-Ouest | Avesnes-sur-Helpe | Pays de Mormal                |
| 59382      | 59238                         | Maretz                       | 1403                             | 11,28         | 128              | Le Cateau-Cambrésis Clary | Cambrai           | Caudrésis et Catésis          |
| 59383      | 59770                         | Marly                        | 11.980                           | 8,04          | 1'503            | Marly Valenciennes-Est | Valenciennes      | Valenciennes Métropole        |
| 59384      | 59550                         | Maroilles                    | 1445                             | 22,13         | 65               | Avesnes-sur-Helpe Landrecies | Avesnes-sur-Helpe | Pays de Mormal                |
| 59385      | 59164                         | Marpent                      | 2649                             | 4,83          | 559              | Maubeuge Maubeuge-Nord | Avesnes-sur-Helpe | Maubeuge Val de Sambre        |
| 59387      | 59252                         | Marquette-en-Ostrevant       | 1953                             | 7,47          | 254              | Denain Bouchain | Valenciennes      | Porte du Hainaut              |
| 59386      | 59520                         | Marquette-lez-Lille          | 11.709                           | 4,86          | 2'222            | Lille-1 Lille-Ouest | Lille             | Métropole Européenne de Lille |
| 59388      | 59274                         | Marquillies                  | 1971                             | 6,91          | 289              | Annœullin La Bassée | Lille             | Métropole Européenne de Lille |
| 59389      | 59241                         | Masnières                    | 2731                             | 10,97         | 250              | Le Cateau-Cambrésis Marcoing | Cambrai           | Cambrai                       |
| 59390      | 59176                         | Masny                        | 4028                             | 7,12          | 577              | Aniche Douai-Sud | Douai             | Cœur d’Ostrevent              |
| 59391      | 59172                         | Mastaing                     | 900                              | 5,97          | 148              | Denain Bouchain | Valenciennes      | Porte du Hainaut              |
| 59392      | 59600                         | Maubeuge                     | 28.879                           | 18,85         | 1'570            | Maubeuge Maubeuge-Nord Maubeuge-Sud | Avesnes-sur-Helpe | Maubeuge Val de Sambre        |
| 59393      | 59158                         | Maulde                       | 955                              | 5,18          | 199              | Saint-Amand-les-Eaux Saint-Amand-les-Eaux-Rive gauche                                                                                                | Valenciennes      | Porte du Hainaut              |
| 59394      | 59980                         | Maurois                      | 405                              | 2,11          | 191              | Le Cateau-Cambrésis | Cambrai           | Caudrésis et Catésis          |
| 59395      | 59360                         | Mazinghien                   | 279                              | 9,01          | 34               | Le Cateau-Cambrésis | Cambrai           | Caudrésis et Catésis          |
| 59396      | 59570                         | Mecquignies                  | 697                              | 4,78          | 151              | Aulnoye-Aymeries Bavay | Avesnes-sur-Helpe | Pays de Mormal                |
| 59397      | 59470                         | Merckeghem                   | 609                              | 10,73         | 56               | Wormhout | Dunkerque         | Hauts de Flandre              |
| 59398      | 59710                         | Mérignies                    | 3476                             | 8,61          | 372              | Templeuve-en-Pévèle Pont-à-Marcq | Lille             | Pévèle-Carembault             |
| 59399      | 59270                         | Merris                       | 1078                             | 10,09         | 100              | Bailleul Bailleul-Sud-Ouest | Dunkerque         | Cœur de Flandre Agglo         |
| 59400      | 59660                         | Merville                     | 9729                             | 26,96         | 358              | Hazebrouck Merville | Dunkerque         | Flandre Lys                   |
| 59401      | 59270                         | Méteren                      | 2230                             | 18,44         | 125              | Bailleul Bailleul-Sud-Ouest | Dunkerque         | Cœur de Flandre Agglo         |
| 59402      | 59143                         | Millam                       | 843                              | 12,44         | 67               | Wormhout Bourbourg | Dunkerque         | Hauts de Flandre              |
| 59403      | 59178                         | Millonfosse                  | 708                              | 3,48          | 206              | Saint-Amand-les-Eaux Saint-Amand-les-Eaux-Rive gauche                                                                                                | Valenciennes      | Porte du Hainaut              |
| 59405      | 62147                         | Mœuvres                      | 493                              | 7,38          | 65               | Cambrai Marcoing | Cambrai           | Cambrai                       |
| 59406      | 59620                         | Monceau-Saint-Waast          | 423                              | 5,93          | 77               | Aulnoye-Aymeries Berlaimont | Avesnes-sur-Helpe | Maubeuge Val de Sambre        |
| 59407      | 59224                         | Monchaux-sur-Écaillon        | 583                              | 4,55          | 118              | Aulnoy-lez-Valenciennes Valenciennes-Sud | Valenciennes      | Valenciennes Métropole        |
| 59408      | 59283                         | Moncheaux                    | 1683                             | 4,97          | 328              | Templeuve-en-Pévèle Pont-à-Marcq | Lille             | Pévèle-Carembault             |
| 59409      | 59234                         | Monchecourt                  | 2488                             | 6,77          | 372              | Aniche Arleux | Douai             | Cœur d’Ostrevent              |
| 59410      | 59370                         | Mons-en-Barœul               | 21.368                           | 2,88          | 7'388            | Lille-3 Lille-Nord-Est | Lille             | Métropole Européenne de Lille |
| 59411      | 59246                         | Mons-en-Pévèle               | 2077                             | 12,37         | 171              | Templeuve-en-Pévèle Pont-à-Marcq | Lille             | Pévèle-Carembault             |
| 59412      | 59360                         | Montay                       | 275                              | 5,51          | 50               | Le Cateau-Cambrésis | Cambrai           | Caudrésis et Catésis          |
| 59413      | 59225                         | Montigny-en-Cambrésis        | 552                              | 5,87          | 95               | Le Cateau-Cambrésis Clary | Cambrai           | Caudrésis et Catésis          |
| 59414      | 59182                         | Montigny-en-Ostrevent        | 4588                             | 5,42          | 884              | Aniche Douai-Sud | Douai             | Cœur d’Ostrevent              |
| 59415      | 59227                         | Montrécourt                  | 227                              | 3,56          | 63               | Caudry Solesmes | Cambrai           | Pays Solesmois                |
| 59416      | 59190                         | Morbecque                    | 2538                             | 44,34         | 57               | Hazebrouck Hazebrouck-Sud | Dunkerque         | Cœur de Flandre Agglo         |
| 59418      | 59158                         | Mortagne-du-Nord             | 1581                             | 2,18          | 732              | Saint-Amand-les-Eaux Saint-Amand-les-Eaux-Rive droite                                                                                                | Valenciennes      | Porte du Hainaut              |
| 59419      | 59310                         | Mouchin                      | 1466                             | 9,19          | 153              | Templeuve-en-Pévèle Cysoing | Lille             | Pévèle-Carembault             |
| 59420      | 59132                         | Moustier-en-Fagne            | 61                               | 7,13          | 8                | Fourmies Trélon | Avesnes-sur-Helpe | Sud Avesnois                  |
| 59421      | 59420                         | Mouvaux                      | 13.239                           | 4,17          | 3'147            | Lille-2 Tourcoing-Sud | Lille             | Métropole Européenne de Lille |
| 59422      | 59161                         | Naves                        | 623                              | 5,19          | 121              | Caudry Cambrai-Est | Cambrai           | Cambrai                       |
| 59423      | 59940                         | Neuf-Berquin                 | 1422                             | 6,40          | 197              | Hazebrouck Merville | Dunkerque         | Cœur de Flandre Agglo         |
| 59424      | 59330                         | Neuf-Mesnil                  | 1296                             | 1,21          | 1'082            | Aulnoye-Aymeries Hautmont | Avesnes-sur-Helpe | Maubeuge Val de Sambre        |
| 59425      | 59218                         | Neuville-en-Avesnois         | 303                              | 3,17          | 95               | Avesnes-sur-Helpe Le Quesnoy-Est | Avesnes-sur-Helpe | Pays de Mormal                |
| 59426      | 59960                         | Neuville-en-Ferrain          | 10.125                           | 6,18          | 1'661            | Tourcoing-1 Tourcoing-Nord-Est | Lille             | Métropole Européenne de Lille |
| 59428      | 59554                         | Neuville-Saint-Rémy          | 3909                             | 2,37          | 1'596            | Cambrai Cambrai-Ouest | Cambrai           | Cambrai                       |
| 59429      | 59293                         | Neuville-sur-Escaut          | 2759                             | 4,74          | 567              | Denain Bouchain | Valenciennes      | Porte du Hainaut              |
| 59430      | 59360                         | Neuvilly                     | 1091                             | 12,57         | 87               | Le Cateau-Cambrésis | Cambrai           | Caudrésis et Catésis          |
| 59431      | 59850                         | Nieppe                       | 7685                             | 17,24         | 436              | Bailleul Bailleul-Nord-Est | Dunkerque         | Cœur de Flandre Agglo         |
| 59432      | 59400                         | Niergnies                    | 511                              | 4,37          | 118              | Le Cateau-Cambrésis Cambrai-Est | Cambrai           | Cambrai                       |
| 59433      | 59143                         | Nieurlet                     | 906                              | 10,25         | 89               | Wormhout | Dunkerque         | Hauts de Flandre              |
| 59434      | 59230                         | Nivelle                      | 1393                             | 5,92          | 228              | Saint-Amand-les-Eaux Saint-Amand-les-Eaux-Rive gauche                                                                                                | Valenciennes      | Porte du Hainaut              |
| 59435      | 59310                         | Nomain                       | 2618                             | 19,11         | 133              | Orchies | Douai             | Pévèle-Carembault             |
| 59436      | 59670                         | Noordpeene                   | 812                              | 17,12         | 46               | Wormhout Cassel | Dunkerque         | Cœur de Flandre Agglo         |
| 59437      | 59139                         | Noyelles-lès-Seclin          | 839                              | 2,38          | 361              | Faches-Thumesnil Seclin-Nord | Lille             | Métropole Européenne de Lille |
| 59438      | 59159                         | Noyelles-sur-Escaut          | 815                              | 4,80          | 169              | Le Cateau-Cambrésis Marcoing | Cambrai           | Cambrai                       |
| 59439      | 59550                         | Noyelles-sur-Sambre          | 282                              | 6,49          | 42               | Aulnoye-Aymeries Berlaimont | Avesnes-sur-Helpe | Maubeuge Val de Sambre        |
| 59440      | 59282                         | Noyelles-sur-Selle           | 661                              | 5,05          | 138              | Denain Bouchain | Valenciennes      | Porte du Hainaut              |
| 59441      | 59570                         | Obies                        | 655                              | 5,43          | 122              | Aulnoye-Aymeries Bavay | Avesnes-sur-Helpe | Pays de Mormal                |
| 59442      | 59680                         | Obrechies                    | 273                              | 5,45          | 49               | Fourmies Maubeuge-Sud | Avesnes-sur-Helpe | Maubeuge Val de Sambre        |
| 59443      | 59670                         | Ochtezeele                   | 363                              | 5,58          | 69               | Wormhout Cassel | Dunkerque         | Cœur de Flandre Agglo         |
| 59444      | 59970                         | Odomez                       | 936                              | 4,87          | 190              | Marly Condé-sur-l’Escaut | Valenciennes      | Valenciennes Métropole        |
| 59445      | 59132                         | Ohain                        | 1185                             | 11,88         | 100              | Fourmies Trélon | Avesnes-sur-Helpe | Sud Avesnois                  |
| 59446      | 59195                         | Oisy                         | 695                              | 2,57          | 253              | Aulnoy-lez-Valenciennes Valenciennes-Sud | Valenciennes      | Porte du Hainaut              |
| 59447      | 59264                         | Onnaing                      | 8567                             | 12,97         | 678              | Anzin Valenciennes-Est | Valenciennes      | Valenciennes Métropole        |
| 59448      | 59122                         | Oost-Cappel                  | 468                              | 3,99          | 118              | Wormhout Hondschoote | Dunkerque         | Hauts de Flandre              |
| 59449      | 59310                         | Orchies                      | 8390                             | 10,92         | 791              | Orchies | Douai             | Pévèle-Carembault             |
| 59450      | 59360                         | Ors                          | 639                              | 17,76         | 36               | Le Cateau-Cambrésis | Cambrai           | Caudrésis et Catésis          |
| 59451      | 59530                         | Orsinval                     | 560                              | 3,34          | 166              | Avesnes-sur-Helpe Le Quesnoy-Ouest | Avesnes-sur-Helpe | Pays de Mormal                |
| 59452      | 59162                         | Ostricourt                   | 6014                             | 7,60          | 718              | Annœullin Pont-à-Marcq | Lille             | Pévèle-Carembault             |
| 59453      | 59670                         | Oudezeele                    | 690                              | 9,36          | 72               | Wormhout Steenvoorde | Dunkerque         | Cœur de Flandre Agglo         |
| 59454      | 59670                         | Oxelaëre                     | 533                              | 4,72          | 110              | Bailleul Cassel | Dunkerque         | Cœur de Flandre Agglo         |
| 59455      | 59295                         | Paillencourt                 | 1022                             | 7,56          | 133              | Cambrai Cambrai-Ouest | Cambrai           | Cambrai                       |
| 59456      | 59146                         | Pecquencourt                 | 6160                             | 9,60          | 634              | Sin-le-Noble Marchiennes | Douai             | Cœur d’Ostrevent              |
| 59457      | 59840                         | Pérenchies                   | 8487                             | 3,03          | 2'819            | Armentières Quesnoy-sur-Deûle | Lille             | Métropole Européenne de Lille |
| 59458      | 59273                         | Péronne-en-Mélantois         | 1001                             | 1,14          | 805              | Templeuve-en-Pévèle Cysoing | Lille             | Métropole Européenne de Lille |
| 59459      | 59494                         | Petite-Forêt                 | 5058                             | 4,55          | 1'074            | Aulnoy-lez-Valenciennes Valenciennes-Nord | Valenciennes      | Valenciennes Métropole        |
| 59461      | 59244                         | Petit-Fayt                   | 286                              | 8,16          | 38               | Avesnes-sur-Helpe Avesnes-sur-Helpe-Sud | Avesnes-sur-Helpe | Cœur de l’Avesnois            |
| 59462      | 59133                         | Phalempin                    | 4863                             | 7,93          | 608              | Annœullin Pont-à-Marcq | Lille             | Pévèle-Carembault             |
| 59463      | 59284                         | Pitgam                       | 992                              | 23,37         | 42               | Grande-Synthe Bergues | Dunkerque         | Hauts de Flandre              |
| 59464      | 59218                         | Poix-du-Nord                 | 2156                             | 8,67          | 256              | Avesnes-sur-Helpe Le Quesnoy-Est | Avesnes-sur-Helpe | Pays de Mormal                |
| 59465      | 59360                         | Pommereuil                   | 779                              | 6,45          | 120              | Le Cateau-Cambrésis | Cambrai           | Caudrésis et Catésis          |
| 59466      | 59710                         | Pont-à-Marcq                 | 3054                             | 2,22          | 1'311            | Templeuve-en-Pévèle Pont-à-Marcq | Lille             | Pévèle-Carembault             |
| 59467      | 59138                         | Pont-sur-Sambre              | 2387                             | 11,33         | 218              | Aulnoye-Aymeries Berlaimont | Avesnes-sur-Helpe | Maubeuge Val de Sambre        |
| 59468      | 59530                         | Potelle                      | 440                              | 4,04          | 105              | Avesnes-sur-Helpe Le Quesnoy-Est | Avesnes-sur-Helpe | Pays de Mormal                |
| 59469      | 59190                         | Pradelles                    | 404                              | 3,27          | 126              | Bailleul Hazebrouck-Sud | Dunkerque         | Cœur de Flandre Agglo         |
| 59470      | 59840                         | Prémesques                   | 2029                             | 5,07          | 419              | Armentières | Lille             | Métropole Européenne de Lille |
| 59471      | 59990                         | Préseau                      | 2083                             | 6,34          | 314              | Marly Valenciennes-Est | Valenciennes      | Valenciennes Métropole        |
| 59472      | 59288                         | Preux-au-Bois                | 839                              | 3,99          | 210              | Avesnes-sur-Helpe Landrecies | Avesnes-sur-Helpe | Pays de Mormal                |
| 59473      | 59144                         | Preux-au-Sart                | 302                              | 5,09          | 61               | Aulnoye-Aymeries Le Quesnoy-Ouest | Avesnes-sur-Helpe | Pays de Mormal                |
| 59474      | 59550                         | Prisches                     | 1046                             | 23,11         | 45               | Avesnes-sur-Helpe Landrecies | Avesnes-sur-Helpe | Cœur de l’Avesnois            |
| 59475      | 59121                         | Prouvy                       | 2202                             | 4,41          | 503              | Aulnoy-lez-Valenciennes Valenciennes-Sud | Valenciennes      | Valenciennes Métropole        |
| 59476      | 59267                         | Proville                     | 3167                             | 6,31          | 495              | Cambrai Cambrai-Ouest | Cambrai           | Cambrai                       |
| 59477      | 59185                         | Provin                       | 4456                             | 3,39          | 1'299            | Annœullin Seclin-Sud | Lille             | Haute Deûle                   |
| 59478      | 59380                         | Quaëdypre                    | 1122                             | 18,70         | 60               | Wormhout Bergues | Dunkerque         | Hauts de Flandre              |
| 59479      | 59243                         | Quarouble                    | 3141                             | 12,27         | 251              | Marly Valenciennes-Est | Valenciennes      | Valenciennes Métropole        |
| 59480      | 59269                         | Quérénaing                   | 863                              | 4,32          | 201              | Aulnoy-lez-Valenciennes Valenciennes-Sud | Valenciennes      | Valenciennes Métropole        |
| 59482      | 59890                         | Quesnoy-sur-Deûle            | 6863                             | 14,36         | 483              | Lambersart Quesnoy-sur-Deûle | Lille             | Métropole Européenne de Lille |
| 59483      | 59680                         | Quiévelon                    | 138                              | 4,35          | 31               | Fourmies Maubeuge-Sud | Avesnes-sur-Helpe | Maubeuge Val de Sambre        |
| 59484      | 59920                         | Quiévrechain                 | 6078                             | 4,71          | 1'351            | Marly Valenciennes-Est | Valenciennes      | Valenciennes Métropole        |
| 59485      | 59214                         | Quiévy                       | 1800                             | 6,86          | 263              | Caudry Carnières | Cambrai           | Caudrésis et Catésis          |
| 59486      | 59194                         | Râches                       | 2644                             | 4,87          | 555              | Orchies Douai-Nord-Est | Douai             | Douaisis Agglo                |
| 59487      | 59320                         | Radinghem-en-Weppes          | 1404                             | 6,82          | 205              | Annœullin Lomme | Lille             | Métropole Européenne de Lille |
| 59488      | 59554                         | Raillencourt-Sainte-Olle     | 2104                             | 7,09          | 307              | Cambrai Cambrai-Ouest | Cambrai           | Cambrai                       |
| 59489      | 59283                         | Raimbeaucourt                | 4012                             | 11,08         | 362              | Orchies Douai-Nord-Est | Douai             | Douaisis Agglo                |
| 59490      | 59177                         | Rainsars                     | 194                              | 6,16          | 29               | Fourmies Avesnes-sur-Helpe-Sud | Avesnes-sur-Helpe | Cœur de l’Avesnois            |
| 59491      | 59590                         | Raismes                      | 12.140                           | 33,31         | 370              | Saint-Amand-les-Eaux Saint-Amand-les-Eaux-Rive droite                                                                                                | Valenciennes      | Porte du Hainaut              |
| 59492      | 59161                         | Ramillies                    | 588                              | 5,11          | 118              | Cambrai Cambrai-Est | Cambrai           | Cambrai                       |
| 59493      | 59177                         | Ramousies                    | 224                              | 9,60          | 24               | Fourmies Avesnes-sur-Helpe-Nord | Avesnes-sur-Helpe | Cœur de l’Avesnois            |
| 59494      | 59530                         | Raucourt-au-Bois             | 152                              | 1,04          | 156              | Avesnes-sur-Helpe Le Quesnoy-Est | Avesnes-sur-Helpe | Pays de Mormal                |
| 59495      | 59245                         | Recquignies                  | 2379                             | 6,17          | 396              | Fourmies Maubeuge-Sud | Avesnes-sur-Helpe | Maubeuge Val de Sambre        |
| 59496      | 59360                         | Rejet-de-Beaulieu            | 227                              | 6,35          | 38               | Le Cateau-Cambrésis | Cambrai           | Caudrésis et Catésis          |
| 59497      | 59173                         | Renescure                    | 2130                             | 18,93         | 112              | Hazebrouck Hazebrouck-Nord | Dunkerque         | Cœur de Flandre Agglo         |
| 59498      | 59980                         | Reumont                      | 341                              | 2,77          | 127              | Le Cateau-Cambrésis | Cambrai           | Caudrésis et Catésis          |
| 59499      | 59122                         | Rexpoëde                     | 1984                             | 13,37         | 148              | Wormhout Hondschoote | Dunkerque         | Hauts de Flandre              |
| 59500      | 59159                         | Ribécourt-la-Tour            | 378                              | 8,79          | 42               | Le Cateau-Cambrésis Marcoing | Cambrai           | Cambrai                       |
| 59501      | 59870                         | Rieulay                      | 1226                             | 7,29          | 173              | Sin-le-Noble Marchiennes | Douai             | Cœur d’Ostrevent              |
| 59502      | 59277                         | Rieux-en-Cambrésis           | 1432                             | 7,66          | 187              | Caudry Carnières | Cambrai           | Cambrai                       |
| 59503      | 59550                         | Robersart                    | 208                              | 2,33          | 85               | Avesnes-sur-Helpe Landrecies | Avesnes-sur-Helpe | Pays de Mormal                |
| 59504      | 59172                         | Rœulx                        | 3767                             | 4,02          | 947              | Denain Bouchain | Valenciennes      | Porte du Hainaut              |
| 59505      | 59990                         | Rombies-et-Marchipont        | 745                              | 4,81          | 158              | Marly Valenciennes-Est | Valenciennes      | Valenciennes Métropole        |
| 59506      | 59730                         | Romeries                     | 480                              | 6,01          | 78               | Caudry Solesmes | Cambrai           | Pays Solesmois                |
| 59507      | 59790                         | Ronchin                      | 19.436                           | 5,42          | 3'560            | Lille-4 Lille-Sud-Est | Lille             | Métropole Européenne de Lille |
| 59508      | 59223                         | Roncq                        | 13.873                           | 10,59         | 1'273            | Tourcoing-1 Tourcoing-Nord | Lille             | Métropole Européenne de Lille |
| 59509      | 59286                         | Roost-Warendin               | 5966                             | 7,16          | 843              | Orchies Douai-Nord-Est | Douai             | Douaisis Agglo                |
| 59511      | 59230                         | Rosult                       | 1997                             | 8,16          | 237              | Saint-Amand-les-Eaux Saint-Amand-les-Eaux-Rive gauche                                                                                                | Valenciennes      | Porte du Hainaut              |
| 59512      | 59100                         | Roubaix                      | 99.507                           | 13,23         | 7'470            | Roubaix-1 Roubaix-2 Roubaix-Centre Roubaix-Est Roubaix-Nord Roubaix-Ouest                                                                            | Lille             | Métropole Européenne de Lille |
| 59513      | 59169                         | Roucourt                     | 456                              | 3,19          | 143              | Aniche Douai-Sud | Douai             | Douaisis Agglo                |
| 59514      | 59131                         | Rousies                      | 4016                             | 5,79          | 703              | Fourmies Maubeuge-Sud | Avesnes-sur-Helpe | Maubeuge Val de Sambre        |
| 59515      | 59220                         | Rouvignies                   | 658                              | 3,25          | 202              | Aulnoy-lez-Valenciennes Valenciennes-Sud | Valenciennes      | Valenciennes Métropole        |
| 59516      | 59285                         | Rubrouck                     | 915                              | 14,88         | 62               | Wormhout Cassel | Dunkerque         | Cœur de Flandre Agglo         |
| 59518      | 59530                         | Ruesnes                      | 452                              | 6,75          | 68               | Avesnes-sur-Helpe Le Quesnoy-Est | Avesnes-sur-Helpe | Pays de Mormal                |
| 59519      | 59226                         | Rumegies                     | 1738                             | 7,71          | 228              | Saint-Amand-les-Eaux Saint-Amand-les-Eaux-Rive gauche                                                                                                | Valenciennes      | Porte du Hainaut              |
| 59520      | 59281                         | Rumilly-en-Cambrésis         | 1422                             | 6,76          | 212              | Le Cateau-Cambrésis Marcoing | Cambrai           | Cambrai                       |
| 59521      | 59554                         | Sailly-lez-Cambrai           | 416                              | 3,28          | 135              | Cambrai Cambrai-Ouest | Cambrai           | Cambrai                       |
| 59522      | 59390                         | Sailly-lez-Lannoy            | 1936                             | 4,43          | 437              | Villeneuve-d’Ascq Lannoy | Lille             | Métropole Européenne de Lille |
| 59523      | 59262                         | Sainghin-en-Mélantois        | 2844                             | 10,48         | 270              | Templeuve-en-Pévèle Cysoing | Lille             | Métropole Européenne de Lille |
| 59524      | 59184                         | Sainghin-en-Weppes           | 5663                             | 7,71          | 711              | Annœullin La Bassée | Lille             | Métropole Européenne de Lille |
| 59525      | 59177                         | Sains-du-Nord                | 2766                             | 16,03         | 175              | Fourmies Avesnes-sur-Helpe-Sud | Avesnes-sur-Helpe | Cœur de l’Avesnois            |
| 59526      | 59230                         | Saint-Amand-les-Eaux         | 16.042                           | 33,81         | 469              | Saint-Amand-les-Eaux Saint-Amand-les-Eaux-Rive droite Saint-Amand-les-Eaux-Rive gauche                                                               | Valenciennes      | Porte du Hainaut              |
| 59527      | 59350                         | Saint-André-lez-Lille        | 12.909                           | 3,16          | 4'162            | Lille-1 Lille-Ouest | Lille             | Métropole Européenne de Lille |
| 59528      | 59188                         | Saint-Aubert                 | 1563                             | 8,12          | 193              | Caudry Carnières | Cambrai           | Caudrésis et Catésis          |
| 59529      | 59440                         | Saint-Aubin                  | 338                              | 10,12         | 35               | Avesnes-sur-Helpe Avesnes-sur-Helpe-Nord | Avesnes-sur-Helpe | Cœur de l’Avesnois            |
| 59530      | 59163                         | Saint-Aybert                 | 331                              | 4,19          | 83               | Marly Condé-sur-l’Escaut | Valenciennes      | Valenciennes Métropole        |
| 59531      | 59360                         | Saint-Benin                  | 341                              | 4,66          | 73               | Le Cateau-Cambrésis | Cambrai           | Caudrésis et Catésis          |
| 59536      | 59670                         | Sainte-Marie-Cappel          | 835                              | 7,56          | 119              | Bailleul Cassel | Dunkerque         | Cœur de Flandre Agglo         |
| 59532      | 59820                         | Saint-Georges-sur-l’Aa       | 289                              | 8,13          | 38               | Grande-Synthe Gravelines | Dunkerque         | Dunkerque                     |
| 59533      | 59292                         | Saint-Hilaire-lez-Cambrai    | 1557                             | 6,41          | 244              | Caudry Carnières | Cambrai           | Caudrésis et Catésis          |
| 59534      | 59440                         | Saint-Hilaire-sur-Helpe      | 767                              | 15,41         | 54               | Avesnes-sur-Helpe Avesnes-sur-Helpe-Nord | Avesnes-sur-Helpe | Cœur de l’Avesnois            |
| 59535      | 59270                         | Saint-Jans-Cappel            | 1609                             | 7,96          | 214              | Bailleul Bailleul-Nord-Est | Dunkerque         | Cœur de Flandre Agglo         |
| 59537      | 59213                         | Saint-Martin-sur-Écaillon    | 492                              | 5,30          | 95               | Caudry Solesmes | Cambrai           | Pays Solesmois                |
| 59538      | 59143                         | Saint-Momelin                | 420                              | 6,00          | 71               | Wormhout Bourbourg | Dunkerque         | Hauts de Flandre              |
| 59539      | 59630                         | Saint-Pierre-Brouck          | 983                              | 8,86          | 111              | Grande-Synthe Bourbourg | Dunkerque         | Hauts de Flandre              |
| 59541      | 59730                         | Saint-Python                 | 985                              | 7,43          | 138              | Caudry Solesmes | Cambrai           | Pays Solesmois                |
| 59542      | 59620                         | Saint-Remy-Chaussée          | 473                              | 5,17          | 99               | Aulnoye-Aymeries Berlaimont | Avesnes-sur-Helpe | Maubeuge Val de Sambre        |
| 59543      | 59330                         | Saint-Remy-du-Nord           | 1057                             | 5,91          | 185              | Avesnes-sur-Helpe Hautmont | Avesnes-sur-Helpe | Maubeuge Val de Sambre        |
| 59544      | 59880                         | Saint-Saulve                 | 11.121                           | 12,06         | 935              | Valenciennes Anzin | Valenciennes      | Valenciennes Métropole        |
| 59545      | 59360                         | Saint-Souplet                | 1197                             | 12,66         | 96               | Le Cateau-Cambrésis | Cambrai           | Caudrésis et Catésis          |
| 59546      | 59114                         | Saint-Sylvestre-Cappel       | 1151                             | 8,14          | 143              | Bailleul Steenvoorde | Dunkerque         | Cœur de Flandre Agglo         |
| 59547      | 59188                         | Saint-Vaast-en-Cambrésis     | 855                              | 4,42          | 193              | Caudry Solesmes | Cambrai           | Caudrésis et Catésis          |
| 59548      | 59570                         | Saint-Waast                  | 672                              | 5,91          | 108              | Aulnoye-Aymeries Bavay | Avesnes-sur-Helpe | Pays de Mormal                |
| 59549      | 59218                         | Salesches                    | 328                              | 4,58          | 71               | Avesnes-sur-Helpe Le Quesnoy-Est | Avesnes-sur-Helpe | Pays de Mormal                |
| 59550      | 59496                         | Salomé                       | 3116                             | 5,25          | 561              | Annœullin La Bassée | Lille             | Métropole Européenne de Lille |
| 59551      | 59310                         | Saméon                       | 1722                             | 8,82          | 194              | Orchies | Douai             | Pévèle-Carembault             |
| 59552      | 59268                         | Sancourt                     | 197                              | 3,88          | 51               | Cambrai Cambrai-Ouest | Cambrai           | Cambrai                       |
| 59553      | 59211                         | Santes                       | 5656                             | 7,57          | 741              | Lille-6 Haubourdin | Lille             | Métropole Européenne de Lille |
| 59554      | 59230                         | Sars-et-Rosières             | 613                              | 2,60          | 234              | Saint-Amand-les-Eaux Saint-Amand-les-Eaux-Rive gauche                                                                                                | Valenciennes      | Porte du Hainaut              |
| 59555      | 59216                         | Sars-Poteries                | 1411                             | 7,88          | 182              | Fourmies Solre-le-Château | Avesnes-sur-Helpe | Cœur de l’Avesnois            |
| 59556      | 59145                         | Sassegnies                   | 258                              | 4,15          | 62               | Aulnoye-Aymeries Berlaimont | Avesnes-sur-Helpe | Maubeuge Val de Sambre        |
| 59557      | 59990                         | Saultain                     | 2526                             | 6,45          | 386              | Marly Valenciennes-Est | Valenciennes      | Valenciennes Métropole        |
| 59558      | 59227                         | Saulzoir                     | 1685                             | 10,10         | 167              | Caudry Solesmes | Cambrai           | Pays Solesmois                |
| 59559      | 59990                         | Sebourg                      | 1972                             | 14,23         | 139              | Marly Valenciennes-Est | Valenciennes      | Valenciennes Métropole        |
| 59560      | 59113                         | Seclin                       | 13.011                           | 17,42         | 715              | Faches-Thumesnil Seclin-Nord Seclin-Sud | Lille             | Métropole Européenne de Lille |
| 59562      | 59440                         | Sémeries                     | 527                              | 13,46         | 40               | Fourmies Avesnes-sur-Helpe-Nord | Avesnes-sur-Helpe | Cœur de l’Avesnois            |
| 59563      | 59440                         | Semousies                    | 229                              | 3,08          | 77               | Avesnes-sur-Helpe Avesnes-sur-Helpe-Nord | Avesnes-sur-Helpe | Cœur de l’Avesnois            |
| 59565      | 59269                         | Sepmeries                    | 645                              | 5,99          | 109              | Avesnes-sur-Helpe Le Quesnoy-Ouest | Avesnes-sur-Helpe | Pays de Mormal                |
| 59566      | 59320                         | Sequedin                     | 4722                             | 3,93          | 1'215            | Lille-6 Lomme | Lille             | Métropole Européenne de Lille |
| 59567      | 59400                         | Séranvillers-Forenville      | 417                              | 7,24          | 57               | Le Cateau-Cambrésis Cambrai-Est | Cambrai           | Cambrai                       |
| 59568      | 59173                         | Sercus                       | 489                              | 4,98          | 96               | Hazebrouck Hazebrouck-Nord | Dunkerque         | Cœur de Flandre Agglo         |
| 59569      | 59450                         | Sin-le-Noble                 | 15.916                           | 11,53         | 1'338            | Sin-le-Noble Douai-Nord | Douai             | Douaisis Agglo                |
| 59570      | 59380                         | Socx                         | 873                              | 8,00          | 115              | Wormhout Bergues | Dunkerque         | Hauts de Flandre              |
| 59571      | 59730                         | Solesmes                     | 4193                             | 23,25         | 185              | Caudry Solesmes | Cambrai           | Pays Solesmois                |
| 59572      | 59740                         | Solre-le-Château             | 1790                             | 13,76         | 129              | Fourmies Solre-le-Château | Avesnes-sur-Helpe | Cœur de l’Avesnois            |
| 59573      | 59740                         | Solrinnes                    | 143                              | 5,42          | 26               | Fourmies Solre-le-Château | Avesnes-sur-Helpe | Cœur de l’Avesnois            |
| 59574      | 59490                         | Somain                       | 11.902                           | 12,32         | 969              | Sin-le-Noble Marchiennes | Douai             | Cœur d’Ostrevent              |
| 59575      | 59213                         | Sommaing                     | 398                              | 3,60          | 112              | Caudry Solesmes | Cambrai           | Pays Solesmois                |
| 59576      | 59380                         | Spycker                      | 1725                             | 9,19          | 197              | Coudekerque-Branche Bourbourg | Dunkerque         | Dunkerque                     |
| 59577      | 59190                         | Staple                       | 715                              | 9,97          | 65               | Bailleul Hazebrouck-Nord | Dunkerque         | Cœur de Flandre Agglo         |
| 59578      | 59189                         | Steenbecque                  | 1626                             | 11,96         | 140              | Hazebrouck Hazebrouck-Sud | Dunkerque         | Cœur de Flandre Agglo         |
| 59579      | 59380                         | Steene                       | 1385                             | 10,28         | 133              | Coudekerque-Branche Bergues | Dunkerque         | Hauts de Flandre              |
| 59580      | 59114                         | Steenvoorde                  | 4308                             | 29,82         | 149              | Wormhout Steenvoorde | Dunkerque         | Cœur de Flandre Agglo         |
| 59581      | 59181                         | Steenwerck                   | 3474                             | 27,47         | 134              | Bailleul Bailleul-Nord-Est | Dunkerque         | Cœur de Flandre Agglo         |
| 59582      | 59270                         | Strazeele                    | 944                              | 4,69          | 202              | Bailleul Hazebrouck-Sud | Dunkerque         | Cœur de Flandre Agglo         |
| 59583      | 59550                         | Taisnières-en-Thiérache      | 476                              | 8,50          | 55               | Avesnes-sur-Helpe Avesnes-sur-Helpe-Nord | Avesnes-sur-Helpe | Cœur de l’Avesnois            |
| 59584      | 59570                         | Taisnières-sur-Hon           | 960                              | 16,22         | 59               | Aulnoye-Aymeries Bavay | Avesnes-sur-Helpe | Pays de Mormal                |
| 59585      | 59175                         | Templemars                   | 3630                             | 4,61          | 752              | Faches-Thumesnil Seclin-Nord | Lille             | Métropole Européenne de Lille |
| 59586      | 59242                         | Templeuve-en-Pévèle          | 6979                             | 15,84         | 400              | Templeuve-en-Pévèle | Lille             | Pévèle-Carembault             |
| 59587      | 59114                         | Terdeghem                    | 518                              | 8,82          | 59               | Wormhout Steenvoorde | Dunkerque         | Cœur de Flandre Agglo         |
| 59588      | 59229                         | Téteghem-Coudekerque-Village | 8272                             | 30,44         | 272              | Coudekerque-Branche Dunkerque-Est | Dunkerque         | Dunkerque                     |
| 59589      | 59224                         | Thiant                       | 2963                             | 8,39          | 357              | Aulnoy-lez-Valenciennes Valenciennes-Sud | Valenciennes      | Porte du Hainaut              |
| 59590      | 59189                         | Thiennes                     | 918                              | 7,54          | 121              | Hazebrouck Hazebrouck-Sud | Dunkerque         | Cœur de Flandre Agglo         |
| 59591      | 59163                         | Thivencelle                  | 820                              | 4,03          | 207              | Marly Condé-sur-l’Escaut | Valenciennes      | Valenciennes Métropole        |
| 59592      | 59239                         | Thumeries                    | 4102                             | 7,03          | 552              | Templeuve-en-Pévèle Pont-à-Marcq | Lille             | Pévèle-Carembault             |
| 59593      | 59141                         | Thun-l’Évêque                | 777                              | 5,69          | 132              | Cambrai Cambrai-Est | Cambrai           | Cambrai                       |
| 59594      | 59158                         | Thun-Saint-Amand             | 1102                             | 3,71          | 302              | Saint-Amand-les-Eaux Saint-Amand-les-Eaux-Rive gauche                                                                                                | Valenciennes      | Porte du Hainaut              |
| 59595      | 59141                         | Thun-Saint-Martin            | 542                              | 6,03          | 90               | Cambrai Cambrai-Est | Cambrai           | Cambrai                       |
| 59597      | 59554                         | Tilloy-lez-Cambrai           | 695                              | 3,32          | 196              | Cambrai Cambrai-Ouest | Cambrai           | Cambrai                       |
| 59596      | 59870                         | Tilloy-lez-Marchiennes       | 538                              | 5,50          | 93               | Sin-le-Noble Marchiennes | Douai             | Cœur d’Ostrevent              |
| 59598      | 59390                         | Toufflers                    | 3964                             | 2,39          | 1'636            | Villeneuve-d’Ascq Lannoy | Lille             | Métropole Européenne de Lille |
| 59599      | 59200                         | Tourcoing                    | 99.160                           | 15,19         | 6'495            | Tourcoing-1 Tourcoing-2 Tourcoing-Nord Tourcoing-Nord-Est Tourcoing-Sud                                                                              | Lille             | Métropole Européenne de Lille |
| 59600      | 59551                         | Tourmignies                  | 950                              | 2,03          | 445              | Templeuve-en-Pévèle Pont-à-Marcq | Lille             | Pévèle-Carembault             |
| 59601      | 59132                         | Trélon                       | 2642                             | 39,15         | 71               | Fourmies Trélon | Avesnes-sur-Helpe | Sud Avesnois                  |
| 59602      | 59152                         | Tressin                      | 1390                             | 1,89          | 743              | Templeuve-en-Pévèle Lannoy | Lille             | Métropole Européenne de Lille |
| 59603      | 59125                         | Trith-Saint-Léger            | 6062                             | 6,87          | 916              | Aulnoy-lez-Valenciennes Valenciennes-Sud | Valenciennes      | Porte du Hainaut              |
| 59604      | 59980                         | Troisvilles                  | 808                              | 8,42          | 98               | Le Cateau-Cambrésis | Cambrai           | Caudrésis et Catésis          |
| 59605      | 59229                         | Uxem                         | 1524                             | 8,27          | 174              | Coudekerque-Branche Dunkerque-Est | Dunkerque         | Hauts de Flandre              |
| 59606      | 59300                         | Valenciennes                 | 42.979                           | 13,82         | 3'128            | Valenciennes Valenciennes-Est Valenciennes-Nord Valenciennes-Sud                                                                                     | Valenciennes      | Valenciennes Métropole        |
| 59607      | 59218                         | Vendegies-au-Bois            | 479                              | 9,98          | 49               | Avesnes-sur-Helpe Le Quesnoy-Est | Avesnes-sur-Helpe | Pays de Mormal                |
| 59608      | 59213                         | Vendegies-sur-Écaillon       | 1123                             | 6,57          | 167              | Caudry Solesmes | Cambrai           | Pays Solesmois                |
| 59609      | 59175                         | Vendeville                   | 1615                             | 2,57          | 609              | Faches-Thumesnil Seclin-Nord | Lille             | Métropole Européenne de Lille |
| 59610      | 59227                         | Verchain-Maugré              | 1103                             | 9,62          | 112              | Aulnoy-lez-Valenciennes Valenciennes-Sud | Valenciennes      | Valenciennes Métropole        |
| 59611      | 59237                         | Verlinghem                   | 2678                             | 10,08         | 246              | Lambersart Quesnoy-sur-Deûle | Lille             | Métropole Européenne de Lille |
| 59612      | 59730                         | Vertain                      | 524                              | 5,78          | 88               | Caudry Solesmes | Cambrai           | Pays Solesmois                |
| 59613      | 59970                         | Vicq                         | 1472                             | 3,92          | 373              | Marly Condé-sur-l’Escaut | Valenciennes      | Valenciennes Métropole        |
| 59614      | 59271                         | Viesly                       | 1364                             | 10,67         | 133              | Caudry Solesmes | Cambrai           | Pays Solesmois                |
| 59615      | 59232                         | Vieux-Berquin                | 2641                             | 25,96         | 97               | Bailleul Bailleul-Sud-Ouest | Dunkerque         | Cœur de Flandre Agglo         |
| 59616      | 59690                         | Vieux-Condé                  | 10.455                           | 11,06         | 946              | Marly Condé-sur-l’Escaut | Valenciennes      | Valenciennes Métropole        |
| 59617      | 59138                         | Vieux-Mesnil                 | 637                              | 5,95          | 107              | Aulnoye-Aymeries Berlaimont | Avesnes-sur-Helpe | Maubeuge Val de Sambre        |
| 59618      | 59600                         | Vieux-Reng                   | 923                              | 11,64         | 76               | Maubeuge Maubeuge-Nord | Avesnes-sur-Helpe | Maubeuge Val de Sambre        |
| 59009      | 59491 59493 59650             | Villeneuve-d’Ascq            | 62.342                           | 27,46         | 2'256            | Villeneuve-d’Ascq Villeneuve-d’Ascq-Nord Villeneuve-d’Ascq-Sud                                                                                       | Lille             | Métropole Européenne de Lille |
| 59619      | 59530                         | Villereau                    | 1062                             | 5,52          | 189              | Aulnoye-Aymeries Le Quesnoy-Ouest | Avesnes-sur-Helpe | Pays de Mormal                |
| 59620      | 59234                         | Villers-au-Tertre            | 670                              | 4,57          | 145              | Aniche Arleux | Douai             | Douaisis Agglo                |
| 59622      | 59188                         | Villers-en-Cauchies          | 1148                             | 8,94          | 133              | Caudry Carnières | Cambrai           | Cambrai                       |
| 59623      | 59297                         | Villers-Guislain             | 682                              | 11,27         | 61               | Le Cateau-Cambrésis Marcoing | Cambrai           | Cambrai                       |
| 59624      | 59142                         | Villers-Outréaux             | 2137                             | 7,09          | 302              | Le Cateau-Cambrésis Clary | Cambrai           | Caudrésis et Catésis          |
| 59625      | 59231                         | Villers-Plouich              | 389                              | 10,97         | 36               | Le Cateau-Cambrésis Marcoing | Cambrai           | Cambrai                       |
| 59626      | 59530                         | Villers-Pol                  | 1230                             | 12,17         | 106              | Avesnes-sur-Helpe Le Quesnoy-Ouest | Avesnes-sur-Helpe | Pays de Mormal                |
| 59627      | 59600                         | Villers-Sire-Nicole          | 1008                             | 8,45          | 119              | Maubeuge Maubeuge-Nord | Avesnes-sur-Helpe | Maubeuge Val de Sambre        |
| 59628      | 59470                         | Volckerinckhove              | 567                              | 9,88          | 57               | Wormhout | Dunkerque         | Hauts de Flandre              |
| 59629      | 59870                         | Vred                         | 1311                             | 3,42          | 391              | Sin-le-Noble Marchiennes | Douai             | Cœur d’Ostrevent              |
| 59630      | 59261                         | Wahagnies                    | 2596                             | 5,69          | 463              | Annœullin Pont-à-Marcq | Lille             | Pévèle-Carembault             |
| 59631      | 59127                         | Walincourt-Selvigny          | 2091                             | 15,07         | 143              | Le Cateau-Cambrésis Clary | Cambrai           | Caudrésis et Catésis          |
| 59632      | 59135                         | Wallers                      | 5618                             | 20,89         | 269              | Saint-Amand-les-Eaux Valenciennes-Nord | Valenciennes      | Porte du Hainaut              |
| 59633      | 59132                         | Wallers-en-Fagne             | 274                              | 7,79          | 36               | Fourmies Trélon | Avesnes-sur-Helpe | Sud Avesnois                  |
| 59634      | 59190                         | Wallon-Cappel                | 798                              | 5,44          | 146              | Hazebrouck Hazebrouck-Nord | Dunkerque         | Cœur de Flandre Agglo         |
| 59635      | 59400                         | Wambaix                      | 368                              | 6,17          | 59               | Le Cateau-Cambrésis Carnières | Cambrai           | Cambrai                       |
| 59636      | 59118                         | Wambrechies                  | 10.984                           | 15,47         | 686              | Lille-1 Lille-Ouest | Lille             | Métropole Européenne de Lille |
| 59637      | 59870                         | Wandignies-Hamage            | 1310                             | 6,30          | 209              | Sin-le-Noble Marchiennes | Douai             | Cœur d’Ostrevent              |
| 59638      | 59830                         | Wannehain                    | 1332                             | 3,71          | 358              | Templeuve-en-Pévèle Cysoing | Lille             | Pévèle-Carembault             |
| 59639      | 59144                         | Wargnies-le-Grand            | 1113                             | 5,68          | 194              | Aulnoye-Aymeries Le Quesnoy-Ouest | Avesnes-sur-Helpe | Pays de Mormal                |
| 59640      | 59144                         | Wargnies-le-Petit            | 774                              | 5,22          | 147              | Aulnoye-Aymeries Le Quesnoy-Ouest | Avesnes-sur-Helpe | Pays de Mormal                |
| 59641      | 59380                         | Warhem                       | 2035                             | 27,84         | 72               | Wormhout Hondschoote | Dunkerque         | Hauts de Flandre              |
| 59642      | 59870                         | Warlaing                     | 599                              | 3,89          | 149              | Sin-le-Noble Marchiennes | Douai             | Cœur d’Ostrevent              |
| 59643      | 59560                         | Warneton                     | 233                              | 4,17          | 57               | Armentières Quesnoy-sur-Deûle | Lille             | Métropole Européenne de Lille |
| 59645      | 59252                         | Wasnes-au-Bac                | 596                              | 5,19          | 115              | Denain Bouchain | Valenciennes      | Porte du Hainaut              |
| 59646      | 59290                         | Wasquehal                    | 20.674                           | 6,86          | 3'041            | Croix Roubaix-Ouest | Lille             | Métropole Européenne de Lille |
| 59647      | 59143                         | Watten                       | 2567                             | 7,32          | 355              | Wormhout Bourbourg | Dunkerque         | Hauts de Flandre              |
| 59648      | 59139                         | Wattignies                   | 15.756                           | 6,31          | 2'389            | Faches-Thumesnil Seclin-Nord | Lille             | Métropole Européenne de Lille |
| 59649      | 59680                         | Wattignies-la-Victoire       | 240                              | 6,31          | 38               | Fourmies Maubeuge-Sud | Avesnes-sur-Helpe | Cœur de l’Avesnois            |
| 59650      | 59150                         | Wattrelos                    | 40.881                           | 13,44         | 3'043            | Roubaix-2 Roubaix-Est Roubaix-Nord | Lille             | Métropole Européenne de Lille |
| 59651      | 59220                         | Wavrechain-sous-Denain       | 1606                             | 2,37          | 691              | Denain | Valenciennes      | Porte du Hainaut              |
| 59652      | 59111                         | Wavrechain-sous-Faulx        | 432                              | 3,80          | 108              | Denain Bouchain | Valenciennes      | Porte du Hainaut              |
| 59653      | 59136                         | Wavrin                       | 7777                             | 13,55         | 574              | Annœullin Haubourdin | Lille             | Métropole Européenne de Lille |
| 59654      | 59119                         | Waziers                      | 7312                             | 4,34          | 1'706            | Sin-le-Noble Douai-Nord | Douai             | Douaisis Agglo                |
| 59655      | 59670                         | Wemaers-Cappel               | 229                              | 4,13          | 62               | Wormhout Cassel | Dunkerque         | Cœur de Flandre Agglo         |
| 59656      | 59117                         | Wervicq-Sud                  | 5446                             | 5,09          | 1'052            | Lambersart Quesnoy-sur-Deûle | Lille             | Métropole Européenne de Lille |
| 59657      | 59380                         | West-Cappel                  | 640                              | 7,57          | 84               | Wormhout Bergues | Dunkerque         | Hauts de Flandre              |
| 59658      | 59134                         | Wicres                       | 562                              | 2,77          | 188              | Annœullin La Bassée | Lille             | Métropole Européenne de Lille |
| 59659      | 59212                         | Wignehies                    | 2813                             | 13,86         | 206              | Fourmies Trélon | Avesnes-sur-Helpe | Sud Avesnois                  |
| 59660      | 59780                         | Willems                      | 2969                             | 5,80          | 526              | Villeneuve-d’Ascq Lannoy | Lille             | Métropole Européenne de Lille |
| 59661      | 59740                         | Willies                      | 128                              | 4,14          | 33               | Fourmies Trélon | Avesnes-sur-Helpe | Sud Avesnois                  |
| 59662      | 59670                         | Winnezeele                   | 1280                             | 15,54         | 84               | Wormhout Steenvoorde | Dunkerque         | Cœur de Flandre Agglo         |
| 59663      | 59470                         | Wormhout                     | 5645                             | 27,41         | 207              | Wormhout | Dunkerque         | Hauts de Flandre              |
| 59664      | 59143                         | Wulverdinghe                 | 332                              | 2,92          | 109              | Wormhout Bourbourg | Dunkerque         | Hauts de Flandre              |
| 59665      | 59380                         | Wylder                       | 301                              | 2,55          | 116              | Wormhout Bergues | Dunkerque         | Hauts de Flandre              |
| 59666      | 59470                         | Zegerscappel                 | 1549                             | 17,40         | 88               | Wormhout | Dunkerque         | Hauts de Flandre              |
| 59667      | 59670                         | Zermezeele                   | 245                              | 4,83          | 47               | Wormhout Cassel | Dunkerque         | Cœur de Flandre Agglo         |
| 59668      | 59123                         | Zuydcoote                    | 1608                             | 2,60          | 616              | Dunkerque-2 Dunkerque-Est | Dunkerque         | Dunkerque                     |
| 59669      | 59670                         | Zuytpeene                    | 542                              | 11,80         | 44               | Wormhout Cassel | Dunkerque         | Cœur de Flandre Agglo         |

## Veränderungen im Gemeindebestand seit der landesweiten Neuordnung der Kantone

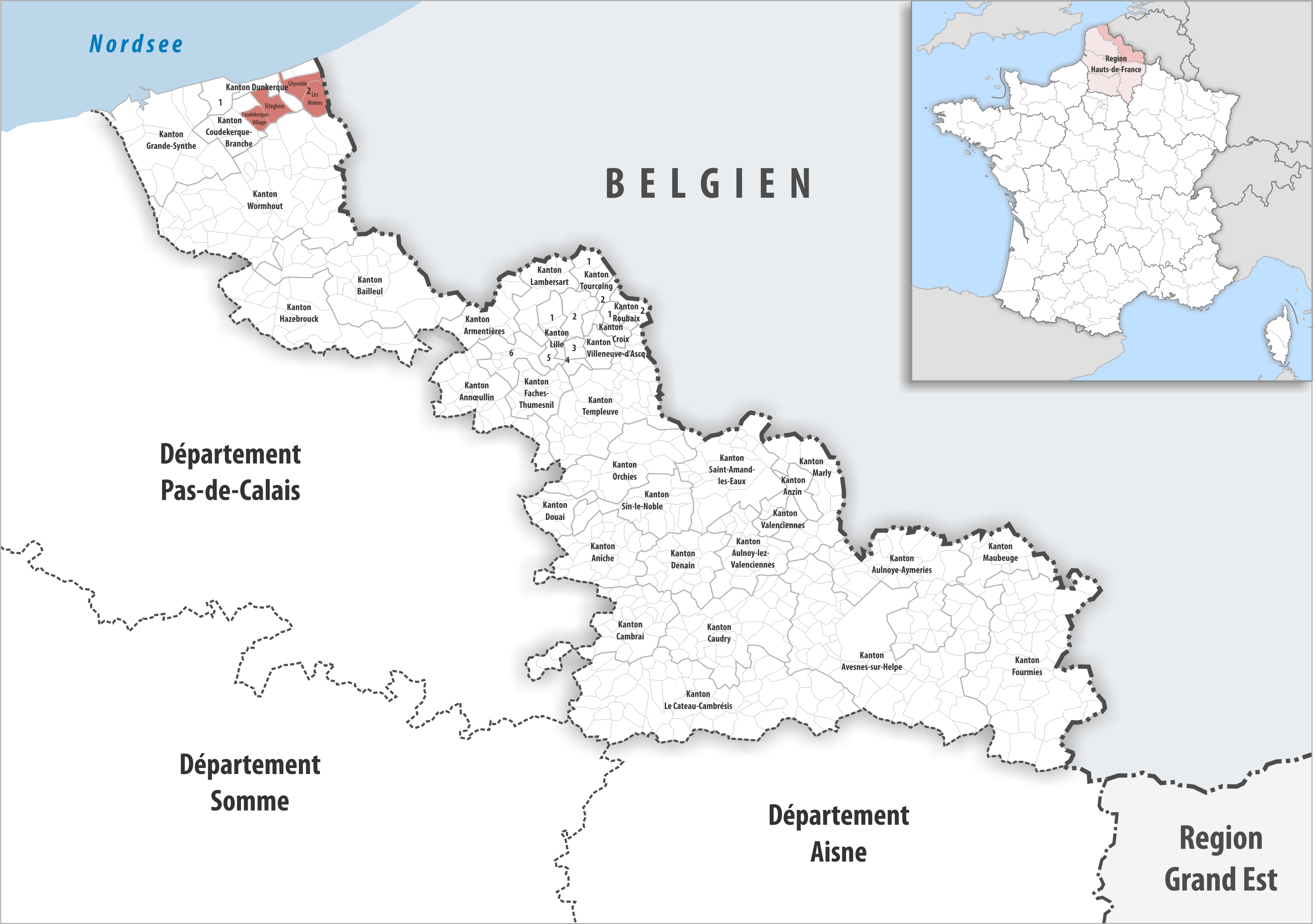
Gemeinden bis 2015
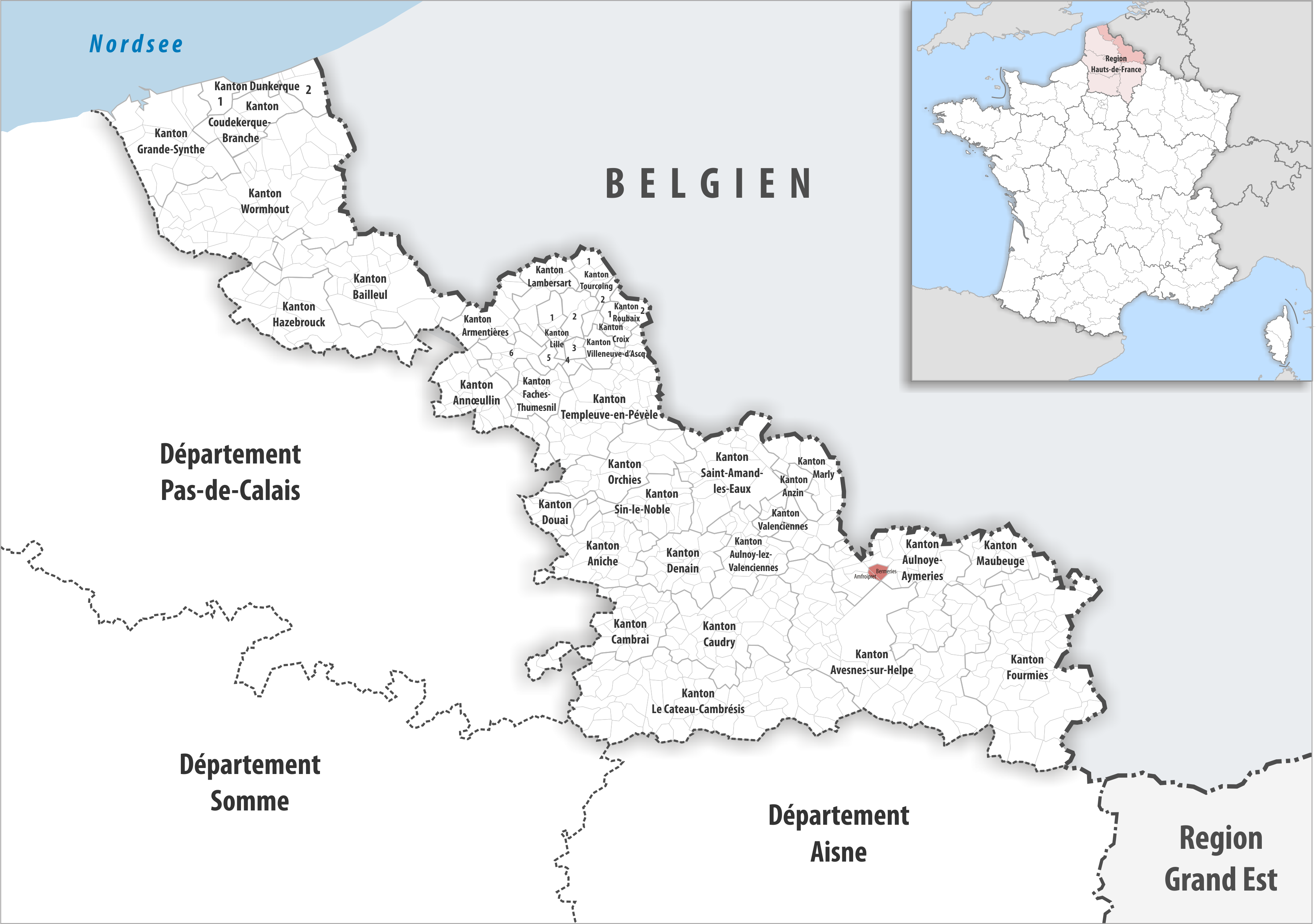
Gemeinden bis 2024

2025:
- Fusion Amfroipret und Bermeries → L’Orée de Mormal

2016:
- Fusion Ghyvelde und Les Moëres → Ghyvelde
- Fusion Coudekerque-Village und Téteghem → Téteghem-Coudekerque-Village